# Maribor
Maribor (německy Marburg an der Drau) je druhé největší město ve Slovinsku a sídlo stejnojmenné územně-správní jednotky (občiny). Je univerzitním, hospodářským, finančním, kulturním a turistickým centrem severovýchodního Slovinska. Je významnou dopravní křižovatkou. V Mariboru žije přibližně 96 tisíc obyvatel. Je sídlem římskokatolické arcidiecéze.

## Poloha
Město leží na úpatí horského masivu Pohorje, na jeho východním konci. Protéká jím řeka Dráva, která zde vstupuje do širokého údolí (slovinsky Dravska dolina), přecházející na východní straně v otevřenou a rovinatou krajinu. Nachází se přibližně 60 km jižně od Grazu (Štýrského Hradce), 100 km severně od chorvatské metropole Záhřebu a 110 km severovýchodně od slovinského hlavního města Lublaně. Rakousko-slovinská hranice leží 18 km severně od města.

## Klimatické poměry
Průměrná roční teplota vzduchu v Mariboru činí 9,0 °C. Nejnižší průměrná teplota je v lednu, −2,3 °C, nejvyšší potom v červenci, 20,7 °C. Mírnější klima, než má většina Střední Evropy, dokládá v případě města Mariboru i dlouholetá vinařská tradice.
Průměrný roční úhrn srážek zde činí 1050 mm, nejvíce deště spadne v květnu, červnu a červenci. Na podzim prší zřídka. V létě je v průměru okolo 260 slunečných dní.

## Název
První německý historicky doložený název města zněl Marchburch a odkazoval na pevnost vybudovanou na obranu tzv. marky. Později docházelo k jistým změnám názvu; v roce 1254 byl doložen název Marpurg, později Marburg, který je v německém jazyce užíván dodnes. Název Marburg an der Drau byl zvolen proto, aby nedocházelo k záměně s obdobně znějícím Marburgem v Hesensku v Německu.
Slovinský název vznikl poslovanštěním německého, nejprve jako Marprok. Dnešní název poprvé použil ve svém dopise slovinský básník Stanko Vraz, adresoval jej chorvatskému obrozenci Ljudevitu Gajovi v roce 1836. Překlad učinil obdobně k páru Branibor/Brandenburg. Tento název se rozšířil mezi slovinskou veřejností ale až v 60. letech 19. století poté, co jej začal používat poslanec Lovro Toman, resp. jej použil v básni s názvem Mar i Bor.

## Historie

### Nejstarší dějiny
Nejstarší známé stopy osídlení v oblasti současného města Mariboru pocházejí z konce 5. tisíciletí př. n. l., tedy z doby úsvitu doby měděné. Při stavbě silničního obchvatu Mariboru u obce Radvanje byly objeveny pozůstatky rozsáhlého osídlení z druhé poloviny 44. až 42. století př. n. l. Stopy osídlení z přibližně stejné doby byly nalezeny také v bezprostřední blízkosti kostela ve vesnici Spodnje Hoče. Ze stejného období pocházejí i archeologické vykopávky pod Meljským vrchem u Malečniku. Keramické nálezy spojují všechna tři sídliště s lasinjskou kulturou.
Další archeologicky doložené sídliště v oblasti Mariboru se nachází pod Meljským vrchem u Malečniku a pochází z druhé čtvrtiny nebo poloviny 4. tisíciletí př. n. l. Náleží ke kultuře Retz-Gajary.
Intenzivní osídlení oblasti Mariboru nastalo na konci 3. tisíciletí př. n. l. s nástupem starší doby bronzové. Do tohoto období spadá např. nález džbánu z dnešní Smoletovy ulice. 
V pozdní době bronzové, tj. ve 13.-12. století př. n. l., v době kultury žárových pohřebišť, která pokrývala téměř celý evropský kontinent, byla oblast Mariboru opět na nějakou dobu osídlena. 
Kolem roku 1000 př. n. l. se podél Drávy mezi Ormožem a Rušami usadili noví přistěhovalci. Při výkopech v dnešní mariborské Mladinské ulici bylo objeveno žárové pohřebiště z tohoto období, které vyniká bohatou hrobovou výbavou, zejména zbraněmi, jako jsou bronzové hroty kopí, sekery a umělecky zpracované nože.
S nástupem nové doby železné a s ní i halštatské kultury se objevují nová sídla na vyvýšených místech. Mezi ně patřila např. Postštela, opuštěno bylo na konci 6. století př. n. l. a znovu osídleno v druhém nebo prvním století před naším letopočtem. 

### Starověk a středověk
V období existence Římské říše se v lokalitě dnešního Mariboru nacházela řada různých vesnic, vil a dalších prvků zemědělsky využívané a osídlené krajiny.
Ve 12. století byla oblast dnešního města součástí Východofranské říše a byla vystavena útoky Maďarů. Okolo roku 1130 zde vznikl nejspíše farní kostel. Roku 1164 zde byla postavena pevnost, která existovala pod německým názvem Marchburch. Dokládá tak nejstarší záznam o názvu města, který mluví o místním grófovi jménem Bernhard von Marburg

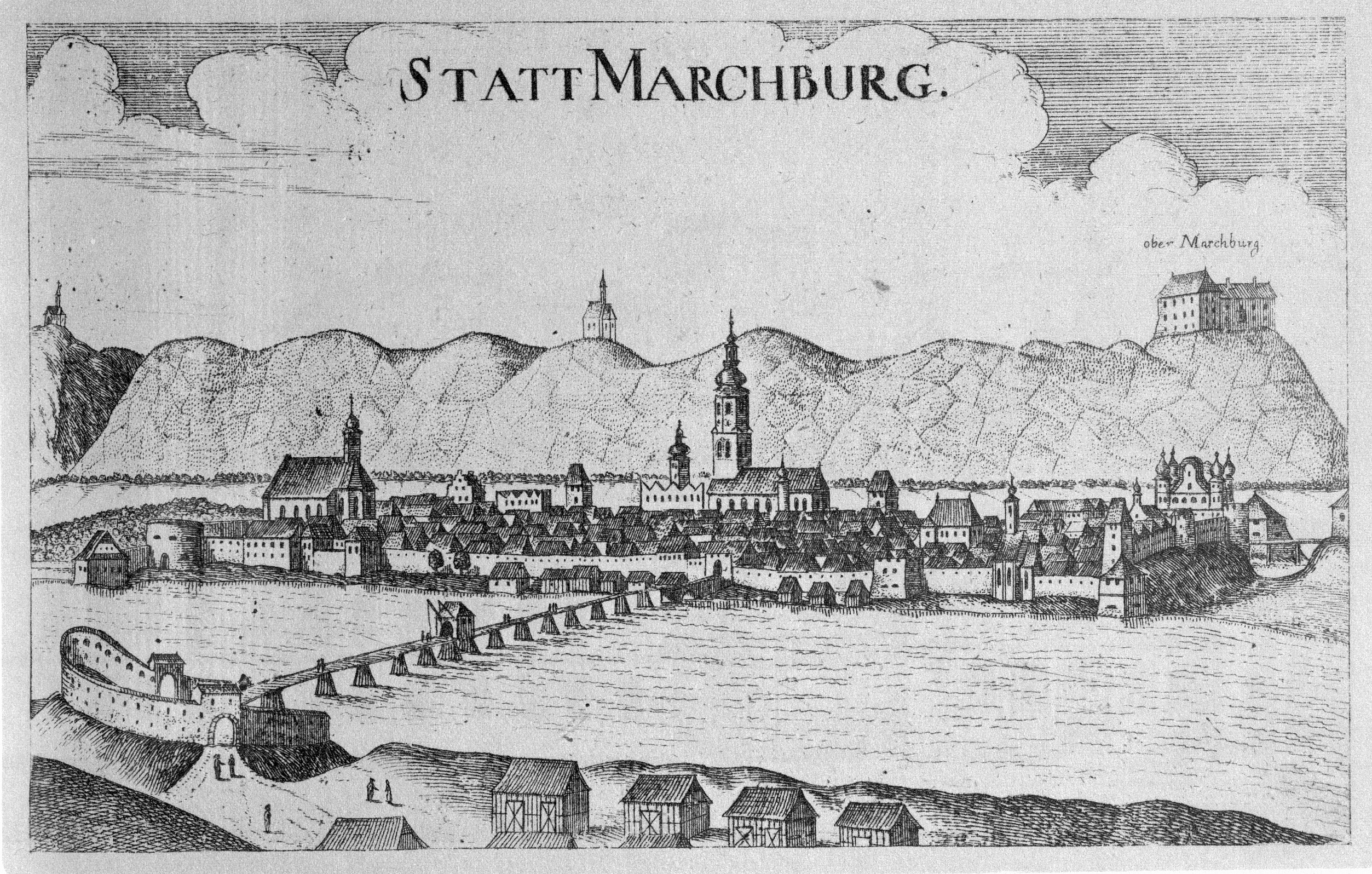
Veduta s Mariborem z roku 1681.

První písemná zmínka o Mariboru pochází z roku 1204. Městská práva obdržel Maribor v roce 1254. Prudký rozvoj města nastal poté, co Rudolf Habsburský zvítězil nad Přemyslem Otakarem II. a probíhal po celé 13. století. V něm také bylo postaveno opevnění města. Habsburkové potom učinili z Mariboru hlavní obchodní křižovatku v obchodě s vínem, to bylo možné poté, co se jim podařilo k vlastní říši připojit Kraňsko a Korutany.
V témže století se také usídlili v Mariboru první Židé. V písemných pramenech je jejich přítomnost doložena již roku 1274, věnovali se především obchodu. Svoji synagogu postavili až v 14. století. Stala se jednou z nejstarších v Evropě. Místní katedrála vznikla rovněž v období středověku, a to ve 12. století. Roku 1382 získalo město první špitál. V roce 1452 zde byla založena první soukromá škola. V letech 1473 až 1483 zde nechal císař svaté říše římské, Fridrich III. Habsburský, vybudovat hrad. Jeho využití bylo na snadě, neboť Maribor odolal obléhání vojsky Matyáše Korvína v letech 1480 a 1481 a později i Osmanské říše v letech 1532 a 1683. Po tureckých vpádech bylo městské opevnění poškozeno, bylo ale následně přebudováno.

### Moderní doba
Město zůstalo pod kontrolou habsburské monarchie až do roku 1918. Až do konce 18. století jej často postihovaly požáry, např. v letech 1601, 1645, 1648, 1700 a 1797. Město bylo ve své době hospodářským centrem regionu, kromě požárů jej zmítaly ale také epidemie moru. Jen v roce 1680 kvůli morové ráně přišlo město o 35 % obyvatel. V hospodářských vztazích docházelo k častým střetům v obchodu s vínem s nedalekým městem Ptuj, které má také vlastní vinařskou tradici.
Městu pomohla výstavba silnice z Terstu přes Maribor dále do vnitrozemí Habsburské monarchie. Díky níž se totiž mnohem více dařilo obchodu. V polovině 18. století se stal Maribor centrem kraje, což znamenalo koncentraci úřadů a tedy nárůst významu sídla. Jako opevněné město s opevněním v půdorysu čtyřúhelníku, jižní stranou přiléhajícího k řece Drávě, jej vyobrazuje první (josefinské) vojenské mapování z konce 18. století. Tento půdorys byl typický pro oblasti bývalého jižního Rakouska. Patrný je také i most přes řeku Drávu a vznikající předměstí na východní straně směrem k městu Ptuj a po proudu řeky Drávy. Zástavba již existovala i jižně od řeky, u ní je uvedena poznámka, že k Mariboru patří (zu Marburg).
Na počátku století devatenáctého žilo v Mariboru 2 200 lidí. Roku 1825 zde byl instalován první parní stroj. Průmyslový rozvoj potom začal od 60. let 19. století, kdy se zde objevily velké pivovary.
V období rozvoje železnice byla do Mariboru zavedena Rakouská jižní dráha, která tudy procházela z Vídně do Terstu. V roce 1846 byla otevřena trať do Celje; do Terstu vlaky vyjely z Mariboru až v roce 1857. Pro její potřeby byla přemostěna řeka Dráva 200 m dlouhým nejprve dřevěným a od 60. let 19. století ocelovým mostem. Železnice umožnila rychlý růst města. Jen v závěru století zde bydlelo již 24 000 osob. Podobu železničního uzlu v podstatě již dnešní zaznamenává druhé vojenské mapování z poloviny století. To také zaznamenává rozšiřování města, např. na jižní straně, kde místní část Magdalena je poznamenána jako předměstí, název získalo nejspíše podle župního kostela, který je sv. Magdaleně zasvěcen, a který se dochoval i do 21. století.

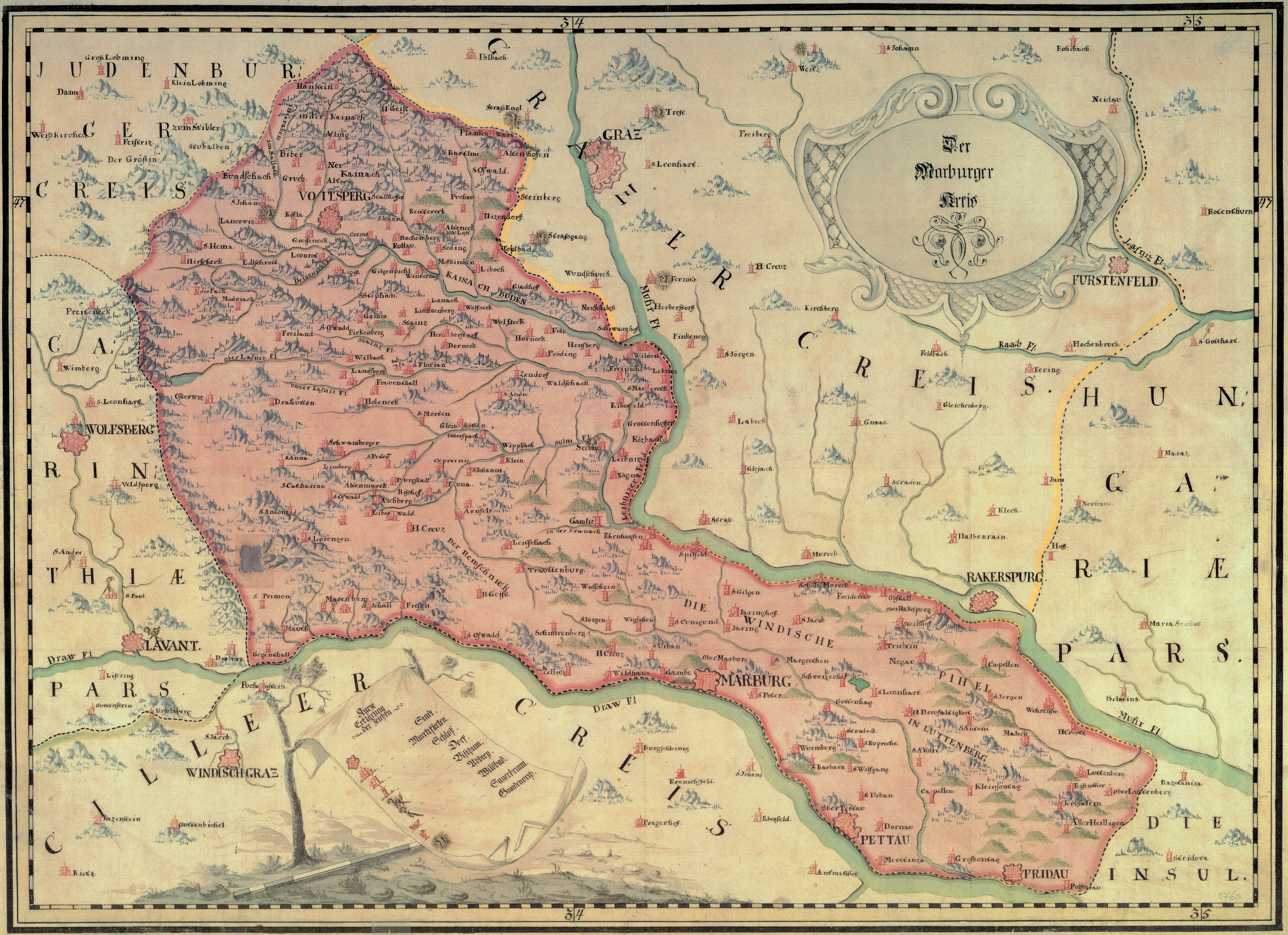
Mariborský kraj v roce 1760.

Na sklonku 19. století měl Maribor tři mosty, stála zde již katedrála, hrad, důstojnický dům, divadlo a další instituce nezbytné pro fungování města přelomu století. Třetí vojenské mapování z konce století zde zaznamenalo mimo jiné i plánovanou výstavbu severně od centru města a vznik městského parku. V té době bylo statutárním městem a vlastním okresem v rámci Štýrska. Elektřinu město získávalo postupně, nejprve bylo zavedeno elektrické osvětlení v průmyslových podnicích, a to roku 1883. O tři roky později se elektřina využívala již pro potřeby průmyslu.
Z kulturního hlediska bylo město dějištěm významných změn. V roce 1882 zde založil Hermann Goethe vinařskou školu. Místní biskup, Anton Martin Slomšek, zde inicioval vznik bohosloveckého semináře. Sám Slomšek se zasadil o to, že sem v roce 1859 bylo přemístěno sídlo biskupství. Nacházelo se tu také gymnázium. V roce 1865 zde vznikl tzv. Mariborský program, který prosazoval sjednocení všech zemí, obývaných Slovinci, do jednoho celku. Od roku 1868 zde začal vycházet také tiskopis Slovenski narod. O několik let později začal vycházet v Mariboru i časopis Slovenski gospodar. Nejen deníky byly rozdělené na slovinské a německé; obdobná byla situace např. i v profesních a jiných organizacích ve městě. Od roku 1903 působí v Mariboru i historická společnost (slovinsky Zgodovinsko društvo). Stejně jako v řadě dalších měst na území dnešního Slovinska byly v této době budovány také národní domy. Ten mariborský byl dokončen roku 1899.
V roce 1888 se začalo na místních gymnáziích vyučovat také ve slovinském jazyce. A to i přes to, že v období před první světovou válkou byla populace města tvořena z osmdesáti procent rakouskými Němci a z dvaceti procent Slovinci. Při sčítání lidu z roku 1910 zde bylo evidováno 81 % německých a 14 % slovinsky mluvících obyvatel (dle jazyka) z celkových 38 000. 24 tisíc bylo Němců a 4 tisíce Slovinců, ostatní národnosti byly rovněž zastoupeny. Většina městského dění byla pod rakousko-německou kontrolou. Okolí města však bylo osídleno z velké míry Slovinci.

### První polovina 20. století
V roce 1909 zde již stála elektrárna, která vyráběla elektřinu na plyn a existoval plán na výstavbu vodní elektrárny na řece Drávě při Mariborském ostrově.
Atmosféra ve městě byla velmi napjatá před vypuknutím první světovou válkou a po atentátu na následníka trůnu v Sarajevu. Německojazyčný tisk a časopisy útočily na slovinské obyvatelstvo s tím, že je odpovědné za atentát. V první rok války byl častý slovinský aktivismus proti válce, později došlo k vystupňování represí, což situaci zmírnilo. Ke konci války, kdy přibývaly stávky a obecná nespokojenost, docházelo k dalším nárůstům střetů. 
Během první světové války bojovali někteří místní vojáci v Itálii na frontě na řece Isonzo.

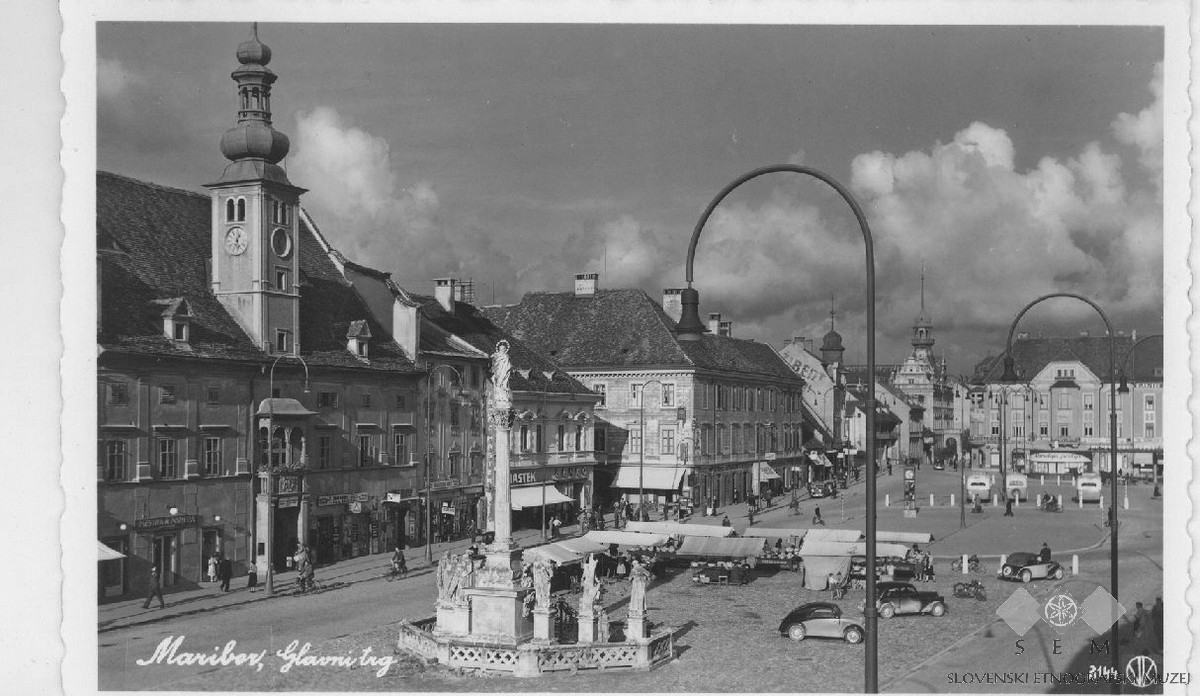
Maribor v meziválečném období.

Po první světové válce byl Maribor nárokován Státem Slovinců, Chorvatů a Srbů i Německým Rakouskem. Německé obyvatelstvo zakládalo vlastní ozbrojené složky, jejichž počet bojovníků postupně rostl. 1. listopadu 1918 se v meljských kasárnách uskutečnila jednání o osudu města. Jednání byl přítomen také major Rudolf Maister, etnický Slovinec. Ten byl Národní radou slovinského Štýrska povýšen do hodnosti generála a téhož dne začal organizovat slovinské ozbrojené jednotky k ovládnutí města. Rakouští vojáci a důstojníci byli demobilizováni a posláni do Rakouska. Městská rada na svém tajném zasedání však rozhodla učinit vše možné k připojení města k Německému Rakousku. Byly zřízeny ozbrojené oddíly Schutzwehr. Přibližně čtyři sta vyzbrojených příslušníků Schutzwehru se pokoušelo vyvolat nátlak na Maistera. Slovinské jednotky však Schutzwehr 23. listopadu odzbrojily. Situace ve městě byla velmi chaotická. Mariborem projížděly mimo jiné i transporty demobilizovaných vojáků z italské fronty, byly časté stávky (např. železničářů), panoval kritický nedostatek obecně i základních surovin. V listopadu přebíraly Slovinci místní soudy, v prosinci policejní sbor a v lednu 1919 poté celou místní samosprávu. Úředníci, kteří neovládali slovinštinu byli okamžitě propuštěni a emigrovali do zbytkového Rakouska.
27. ledna 1919 očekávali rakouští Němci na místním tržišti příjezd delegace USA. V tu chvíli byla na shromáždění zahájena palba, které padlo za oběť devět Němců. Dalších osmnáct Němců bylo těžce zraněno. Podle německých zdrojů nesly za tragédii, označovanou jako Mariborská krvavá neděle, odpovědnost Maisterovy oddíly, podle slovinských zdrojů však střelbě do davu předcházel útok Němců na slovinské vojáky chránící budovu radnice.
Protože byl Maribor pevně v rukou slovinských ozbrojených složek a okolní území bylo převážně slovinské, bylo město uznáno za součást Království Srbů, Chorvatů a Slovinců. Po roce 1918 město opustilo mnoho rakouských Němců. V meziválečném období byla v Jugoslávii sledována politika kulturní asimilace německé menšiny, která však byla na sklonku třicátých let opuštěna, aby si Jugoslávii zajistila lepší diplomatické styky s Německem. V letech 1922 až 1929 byl Maribor hlavním městem tzv. Mariborské oblasti, v jejímž čele stál jako představitel velký župan. Po roce 1929 spadal pod Drávskou bánovinu se sídlem v Lublani. Jako město v rozvinutější části Království Srbů, Chorvatů a Slovinců Maribor poměrně dobře v Jugoslávii prosperoval. Hospodářským tahounem byly průmyslové závody v lokalitě Melje, na břehu řeky. Stálo zde přes deset textilních továren. Maribor představoval jedno z nejvíce průmyslových měst celé tehdejší monarchie. Podniky, které se přeorientovaly na trh nového státu, přilákávaly další dělníky, což iniciovalo další bytovou výstavbu. Samotní průmyslníci, jako např. Josip Hutter, se podíleli na této výstavbě. Vznikl tzv. modernistický Hutterův blok (v letech 1940 až 1941), který představuje ukázku monumentálnosti výstavby této doby. Rozvíjet se zde začaly i služby a například turistický ruch. V roce 1935 navštívilo Maribor 56 300 hostů.
I v meziválečném období bylo německé obyvatelstvo velmi vlivné a početné. Ovládalo velkou část místního průmyslu. Organizovalo se do dvou politických organizací, které se snažily jednak bránit vlastní pozice, jednak také ale připravit na situaci, že by německý majetek byl znárodněn.

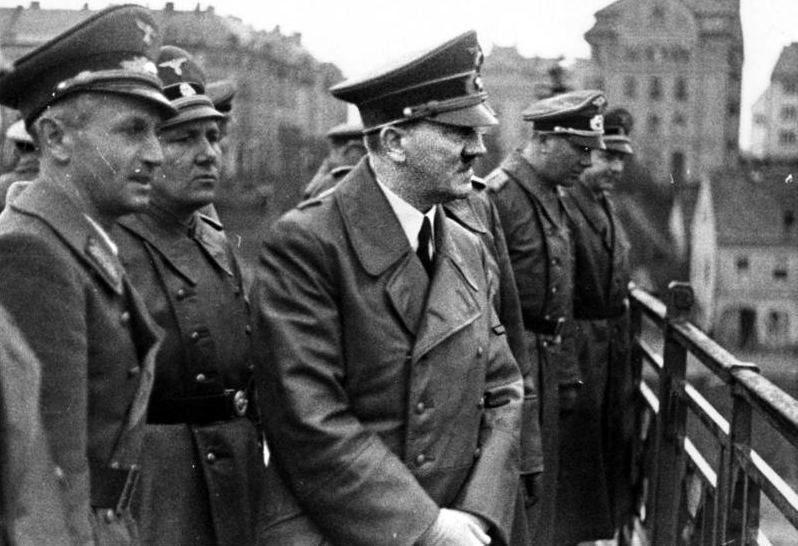
Hitler v Mariboru, duben 1941

V roce 1941 bylo po prohrané válce Dolní Štýrsko anektováno Německou říší. Oddíly říšskoněmecké branné moci vstoupily do města 8. dubna 1941 v 9 hodin večer. Adolf Hitler navštívil město již 26. dubna 1941. Zanedlouho po okupaci začalo vysídlování Slovinců do Chorvatska a Srbska; zakázáno bylo užívání slovinského jazyka a přejmenovány ulice. Od roku 1942 byly zakázány rovněž i bohoslužby ve slovinském jazyce. Místní významní Slovinci byli pozatýkání a drženi jako rukojmí ve věznicích v Mariboru a Štýrském Hradci. Nacisté řídili z Mariboru celou správu dolního Štýrska. V oblasti se také zformoval organizovaný odpor. Již na konci dubna 1941 zorganizovala skupina Bogdana Ilicha útok na několik aut německé správy v centru města. V letech 1944 až 1945 bylo město vytrvale bombardováno jako jedno z center zbrojního průmyslu. Vyhlášeno bylo přes 250 leteckých poplachů, svrženo přes patnáct tisíc bomb a zničeno bylo přes dva tisíce budov. Bombardováno bylo hlavně okolí místního nádraží a zmíněné průmyslové oblasti.
Německé vojsko se z města stálo v noci z 8. na 9. května 1945, následujícího dne do Mariboru vstoupily jednotky partyzánského vojska spolu s vojskem bulharské armády. Oslavy konce války se uskutečnily na místním náměstí dne 13. května.

### Druhá polovina 20. století

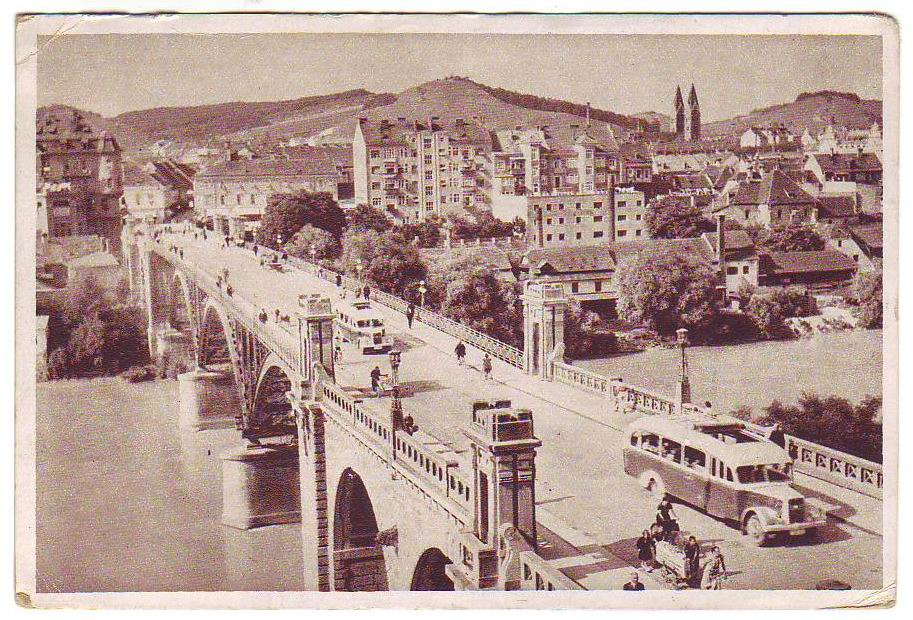
Pohlednice s Mariborem z roku 1948.

Po skončení druhé světové války bylo německé obyvatelstvo převážně odsunuto, stejně jako tomu bylo v případě většiny Němců na území tehdejší Jugoslávie. Okolo Mariboru bylo zřízeno několik internačních táborů, např. v Bresternici, Studencích a Kamnici.
Velké válečné škody  bylo nezbytné napravit ohromným úsilím. Zničeny byly továrny, dopravní infrastruktura a polovina bytového fondu. Maribor byl jedním z nejvíce poničených měst na území bývalé Jugoslávie.[zdroj?] Nový územní plán, který předvídal nejen obnovu ale i rozvoj Mariboru, byl schválen v roce 1949 a připravil jej Ljubo Humek. V rámci něj vznikly nové obytné soubory. Byla přebudována např. ulice Gosposvetska, v realizaci se Humek inspiroval hlavně skandinávskými zeměmi.
V počtu bytů však dosáhlo měst předválečné úrovně již v roce 1954. Maribor však ze své příhraniční polohy těžil – stal se hlavním tranzitním a kulturním centrem oblasti a jedním z největších průmyslových měst v celé Jugoslávii. Sídlila zde továrna na silniční vozidla ale i na vozidly železniční, velký textilní závod, společnost Zlatorog nebo Hidromontaža. V rámci prvního pětiletého plánu zde byla zbudována na řece Muře vodní elektrárna. K ní byl také vybudován nový kanál, který začíná na východním okraji Mariboru. Rozvoj města probíhal z hlediska jak průmyslu tak i nové bytové výstavby především na jižní straně (kde bylo přirozeně více místa). V oblastech Ledina a Tezno, které přiléhají k železniční trati, byly budovány nové průmyslové podniky, zatímco západněji od nich nová bytová výstavba. Ta měla podobu smíšenou; kromě nižších domů zde byla vystavěna i panelová sídliště. Jednalo se ale o menší soubory a urbanisticky ne o samostatné nebo oddělené celky. Urbanistický projekt s názvem Maribor-jug byl připraven v roce 1977 a realizován později. V druhé polovině 80. let potom vzniklo také jedno z posledních mariborských sídlišť, a to Borova vas, které se snažilo oddělit silniční dopravu od rekreačních parkových zón města. Vyrostlo na samotném okraji Mariboru.
Budovány byly nové obchodní domy, jako např. Ve-Ma nebo brutalistický Kvik. V tomto stylu bylo postaveno také i sídlo banky Kreditna banka Maribor nebo i obytný soubor Jemčev vrt. Vybudována byla i rychlostní komunikace přes samotné město.

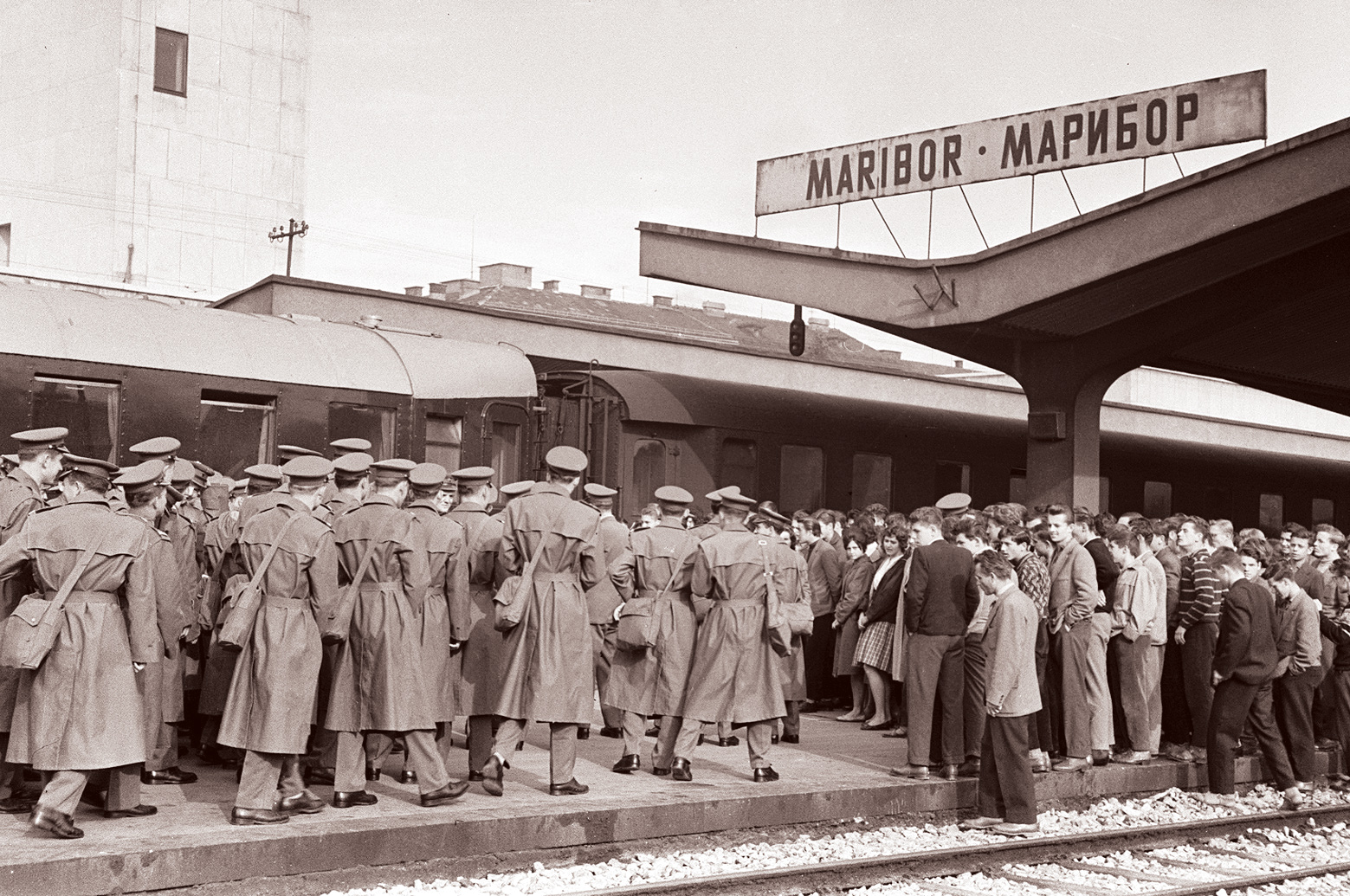
Mariborské nádraží v roce 1960 s nápisy v latince a cyrilici.

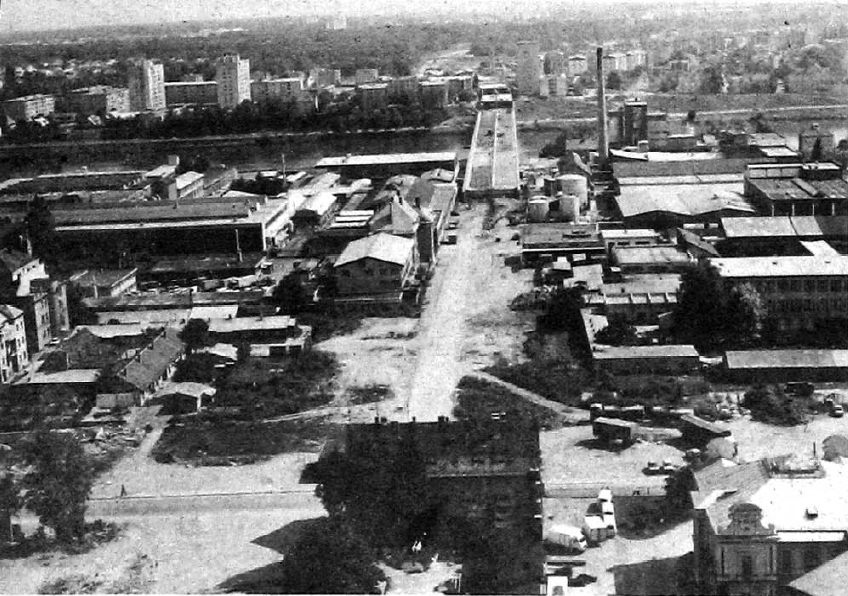
Výstavba rychlostní silnice.

Zdůrazněn byl rovněž i slovinský charakter města. Kulturní instituce byly v souladu s novou jugoslávskou národní politikou již v roce 1945 doplněny o přídomek slovinský. V 80. letech počet obyvatel Mariboru překročil metu sta tisíc (ve sčítání lidu v roce 1981 bylo poprvé zdokumentováno 106 000 lidí). Podporován byl také i rozvoj dalšího průmyslu, např. barevných kovů nebo průmysl elektrotechnický. Rozvíjela se i turistika; v roce 1963 byl postaven hotel Slavija a později rozšířen hotel Turist. Díky tomu se Maribor stal jednou z top 10 lokalit na území SR Slovinsko co do počtu přenocování.
Pro místní ekonomiku znamenalo vyhlášení samostatnosti Slovinska na Jugoslávii citelný otřes. Místní těžký průmysl byl orientován především na trhy ostatních jugoslávských republik. Nezaměstnanost dosáhla rekordních dvaceti pěti procent. Místní turistický průmysl byl rovněž orientován na příchozí z dalších pěti republik SFRJ. Ke zlepšení situace začalo docházet od poloviny devadesátých let 20. století, kdy došlo k rozvoji malých a středních podniků.

### Konec 20. století a 21. století
V nezávislém Slovinsku se stal Maribor druhým největším městem. Existuje jistá rivalita mezi ním a metropolí Lublaní. Pro ekonomický rozvoj města po rozpadu Jugoslávie bylo klíčové dobudování dálnice z Lublaně a dále na sever do Rakouska. Ekonomický rozvoj dále umožnil vstup Slovinska do Evropské unie, resp. schengenského prostoru, kdy se zlepšil přeshraniční styk s nedalekým Rakouskem. Město Maribor se nadále soustředilo na renovaci některých nevyužitých nebo zanedbaných částí města. Byl například připraven plán obnovy staroměstského břehu řeky Drávy apod.
Proces suburbanizace zde není tak výrazný jako u větších měst (např. v případě Budapešti). I zde však dochází k růstu obcí především jižně a jihovýchodně od Mariboru (např. Razvanje, Hoče, Dvorjane).
V roce 2009 bylo diskutováno přejmenování Titovy ulice (slovinsky Titova cesta), rušné dopravní třídy ve středu města. Přestože se tehdejší primátor města i samospráva vyslovily pro přejmenování, myšlenka otevřela otázku úlohy Tita v moderních dějinách Slovinska. Nakonec název změněn nebyl.
V roce 2010 byl připraven projekt s názvem Dravska vrata (Brána Drávy), který měl zahrnovat výstavbu i 115 m vysokých budov. Novináři jej označili jako tzv. Mariborský Manhattan. Ambiciozní projekt nebyl do roku 2023 uskutečněn.

## Obyvatelstvo
Maribor je se svými téměř sty tisíci obyvateli druhým největším městem Slovinska. Městská občina Maribor měla v roce 2014 celkem 112 088 obyvatel. Maribor je stejně jako většina velkých měst relativně atraktivním místem pro život a má pozitivní migrační saldo (v roce 2002 činilo 17 123 osob).
Z národnostního hlediska je obyvatelstvo města v drtivé většině slovinské. V minulosti zde byli zastoupeni velmi hodně také Němci a do druhé světové války zde žila také i židovská komunita.

## Zeleň a životní prostředí

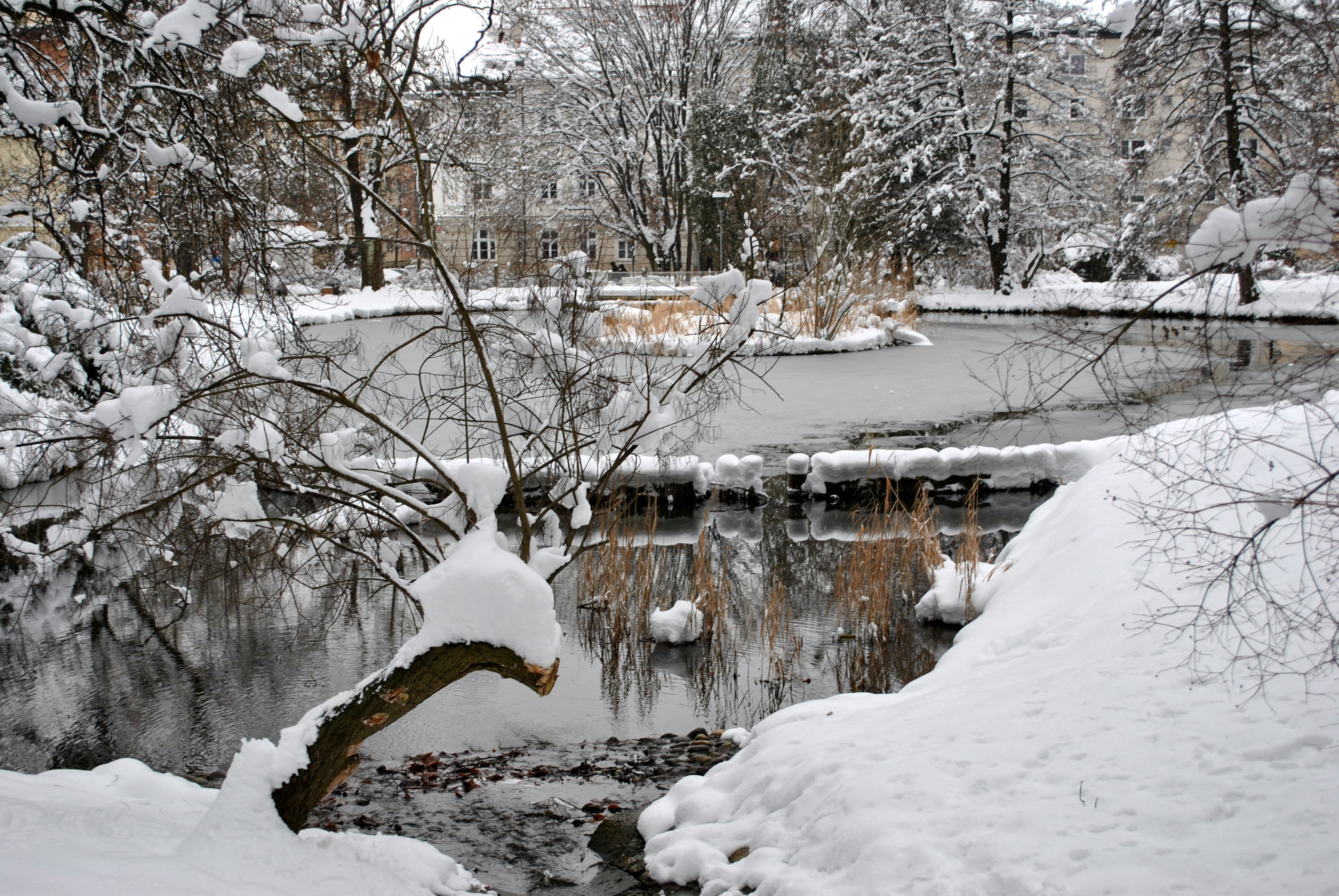
Městský park v zimě.

Maribor je ze severní a jižní strany obklopen zalesněnými kopci. Město má svůj vlastní městský park, který je historicky nejstarší a zasahuje do samotného středu města. Dále pokračuje na sever až ke kopci Mestni vrh a vesnici Ribniško selo. Nedaleko od něj se nachází kalvárie, která vede na Kalvarijní vrch s kaplí Svaté Barbary a dále vrchol Piramida s vyhlídkou a vykopávkami.
Kromě toho dalšími oázami zeleně v Mariboru jsou les Stražun a Betnavski gozd na jižním okraji Mariboru. Do okolních kopců vede řada turistických tras.

## Kultura

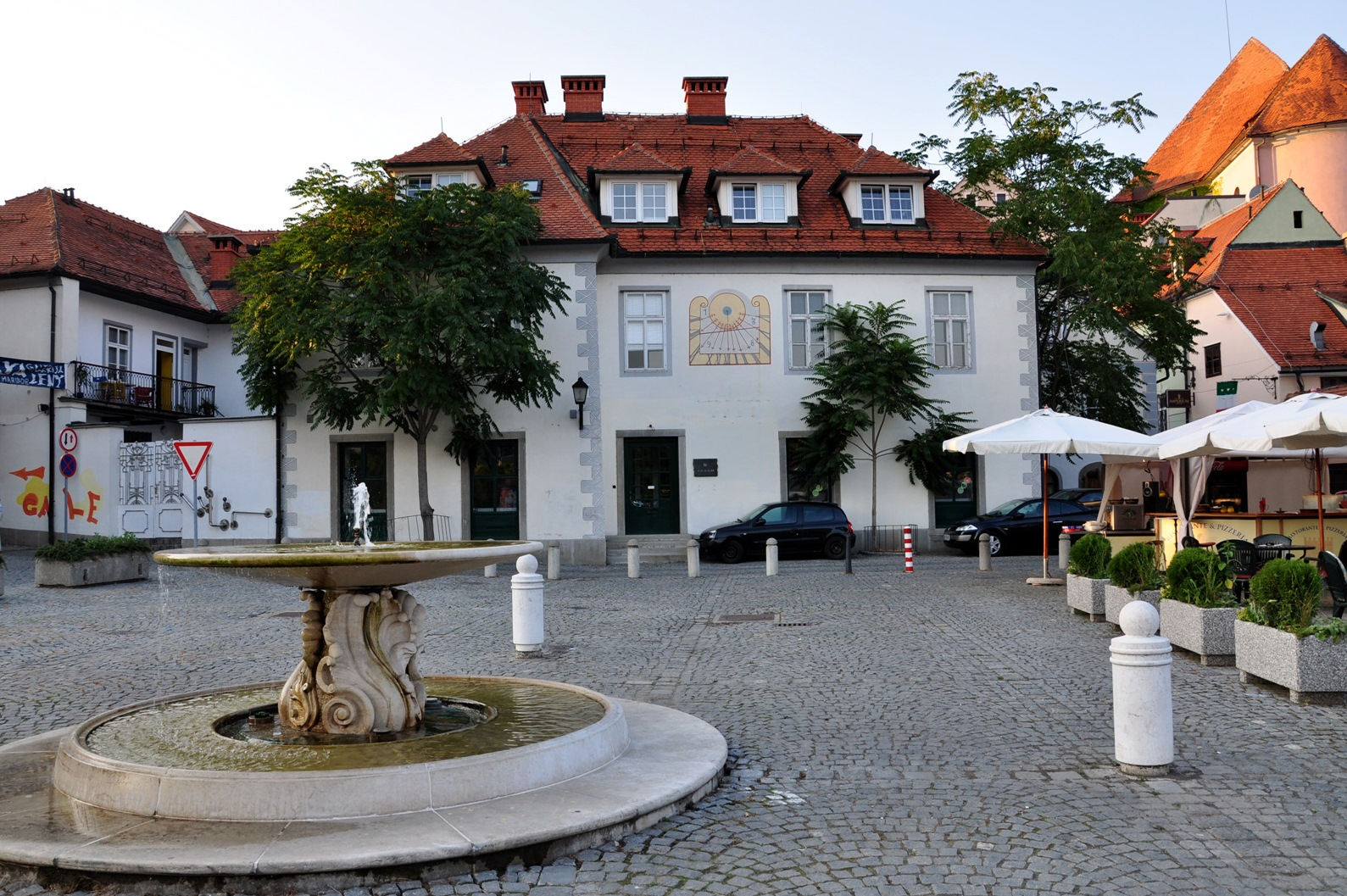
Dům ve středu města

### Kulturní instituce
Ve městě působí významné divadlo a jsou zde také galerie, muzea a sportovní kluby. Sídlí zde např. Národní dům Maribor, je zde pobočka Slovinského národního divadla (SNG).
Nejvýznamnější muzeum ve městě je Oblastní muzeum (slovinsky Pokrajinski muzej), které se nachází v místním hradu. Dále zde stojí i Muzeum lidového osvobození Mariboru, které se věnuje tematice druhé světové války a Muzeum rádia. Muzeum mariborské arcidiecéze (slovinsky Muzej Nadškofije Maribor) schraňuje řadu historických a náboženských předmětů. Jako muzeum slouží i budova bývalé synagogy. V Mariboru se také nachází Galerie Media Nox, která sídlí v samotném středu města. Na jižním okraji města leží také vojenská kasárna generála Maistera, jejíž součástí je i Slovinské vojenské muzeum. V městském parku se nachází také Mariborské akvárium a terárium.

### Kulturní akce a ocenění
Město Maribor má i vlastní městskou knihovnu, která sídlí ve středu města.
Hlavní kulturní událostí v Mariboru je letní Festival Lent. Nese název podle místního nábřeží; festival spočívá v přítomnosti umělců na nábřeží a různých performancí. 
V roce 2000 byl Maribor vyhlášen Alpským městem roku a v roce 2012 Evropským městem kultury.

### Pamětihodnosti

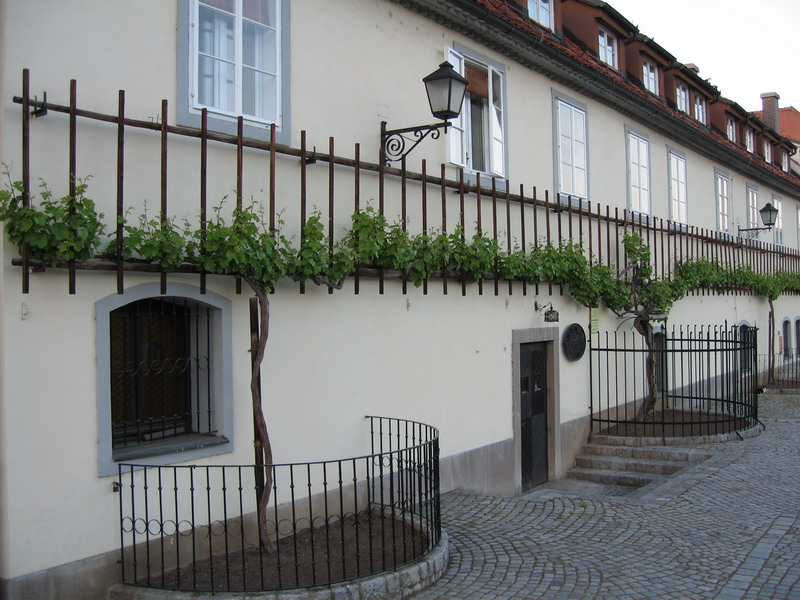
Stara Trta v roce 2005

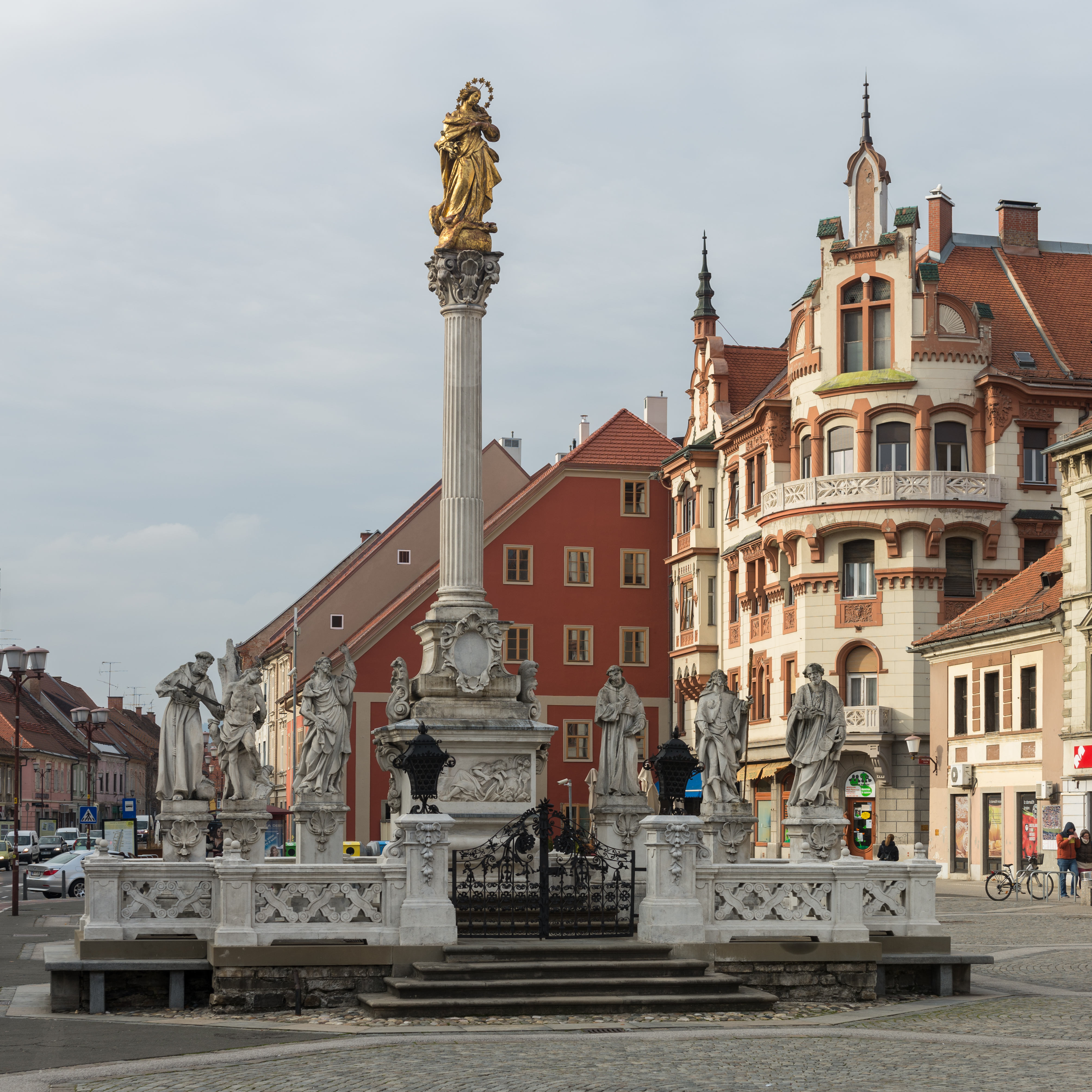
Mariánský sloup v centru města.

- Stara trta: V roce 2004 byl zapsán do Guinnessovy knihy rekordů podle historicky dochovaných pramenů, dobových kreseb a analýz vzorků úředně nejstarší exemplář vinné révy na světě. je to tzv. Stara trta, které se nachází ve slovinském Mariboru na nábřeží u řeky Dravy. První písemný záznam o ní pochází z roku 1657.[49] Roste na jižní straně průčelí jednoposchoďové budovy. Kmen s průměrem 25 cm se ve výšce dvou metrů rozděluje na vodorovné vedení a její větve mají délku přes 15 m. Je to původní červená odrůda, je velmi plodná a je odolná proti nemocem a škůdcům.

- Pyramida je nízký kopec (386 m n. m.) a známé výletní místo s výhledem na město. Výstup na vrchol z parku trvá zhruba 20 minut. Dříve byl na kopci Mariborský horní hrad, který byl však v roce 1790 zničen a jeho trosky v následujících letech posloužily ke stavbě obelisku ve tvaru pyramidy, podle něhož je dnes kopec pojmenován. V roce 1821 byl obelisk nahrazen kaplí se sochou Panny Marie, která zde stojí i v současnosti, obklopená pozůstatky hradu a vinicí.

- Vodní věž (slovinsky Vodni stolp) je středověká opevněná věž na břehu Drávy. Pozdně renesanční věž z roku 1555 byla postavena ve tvaru pětiúhelníku z masivních kamenných bloků protkaných střílnami. Jejím cílem bylo chránit jihovýchodní část města. V současnosti je ve věži nejstarší slovinský vinný sklep a specializovaný obchod s nejkvalitnějším slovinským vínem.

- Bazilika Panny Marie milosrdné je nápadný kostel, který spadá pod nedaleký františkánský klášter. Postaven byl v novorománském stylu a dokončen roku 1900.

- Památník osvobození se nachází ve středu města na Náměstí svobody. Byl slavnostně otevřen v roce 1975. Svoji podobou připomíná historickou helmu nebo vězeňskou bránu a místní jej přezdívají Kojak.[49][4] Byl postaven na počest 700 lidí, kteří zemřeli v letech 1941 až 1945 v druhé světové válce.

- Místní budova radnice (slovinsky Rotevž) byla dokončena v roce 1515 a představuje jeden ze symbolů města.[50]

## Ekonomika

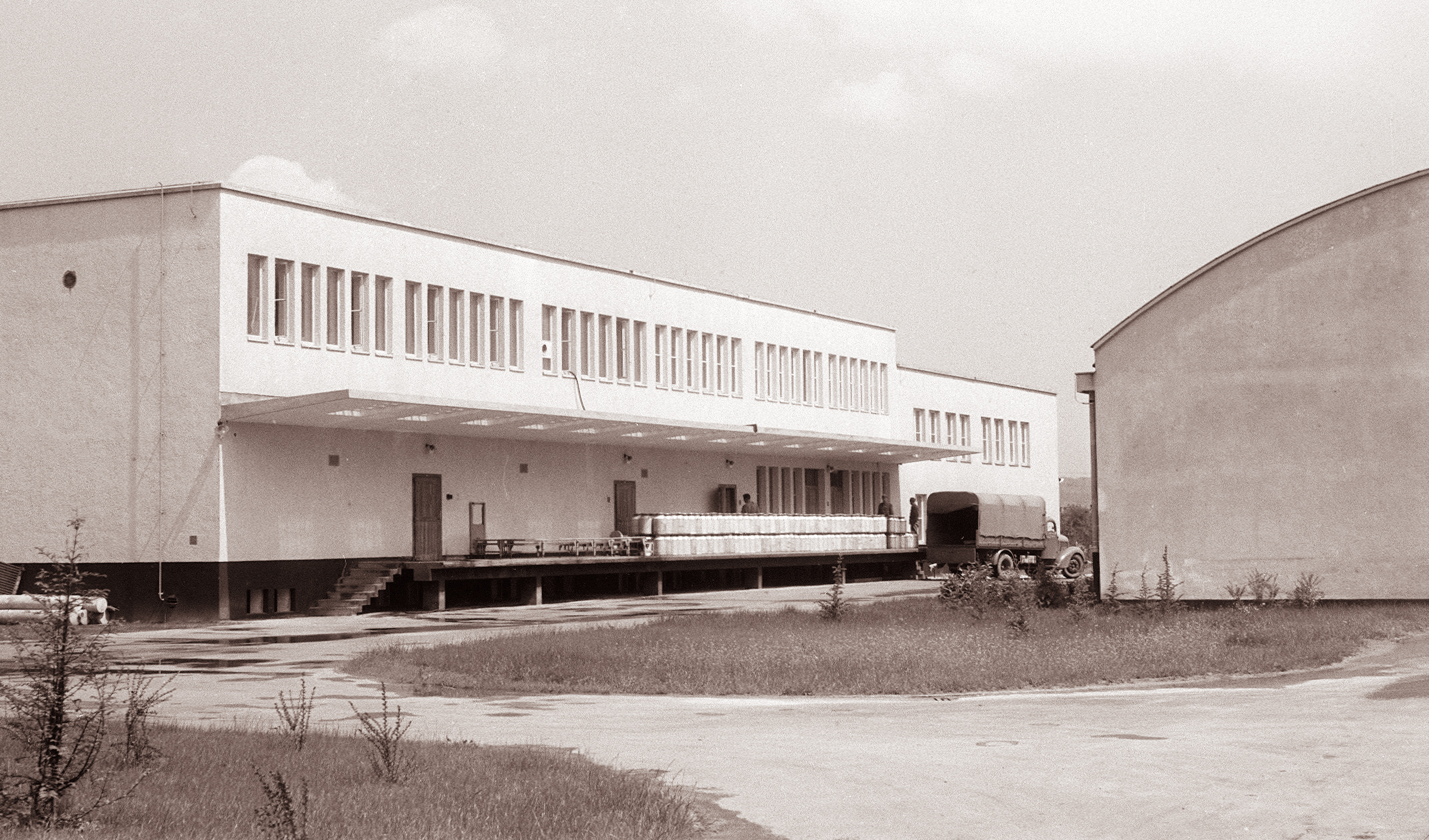
Mlékárna v Mariboru v roce 1961.

### Zemědělství
Krajina okolo města Mariboru je mírně zvlněná až kopcovitá a zemědělsky jen málo využívaná. Často se zde nachází lesy. Výjimkou je oblast rovinatější krajiny směrem jižně jihovýchodně od města, kde se nacházejí rozlehlejší pole. Tradiční je na svazích okolo Mariboru již zmíněné vinařství.

### Průmysl
Hlavním průmyslovým podnikem je zde TAM s autobusy TAMBUS, který vyráběl až do roku 1996 autobusy pro celou Jugoslávii, i pro některé země východního bloku. Kromě toho závod vyráběl i tanky pro potřeby Jugoslávské lidové armády.
Obdobné ekonomické problémy měla i Mariborská textilní továrna (MTT), která se rovněž musela přizpůsobit globálnímu trhu. V areálu bývalé společnosti TAM se dnes nachází průmyslová zóna, kde působí další různé firmy. Obdobná se nachází i v lokalitě Melje, kde v současné době sídlí např. společnosti Mariborska livarna Maribor, Henkel, TMI Košaki, TVT, Mlinotest.

### Služby a turistika
Po roce 1991 vzrostl význam služeb a v současné době také i turistiky. V roce 2016 byla ekonomický výkonnost města Mariboru na 82 % celoslovinského průměru a na 64 % průměru Evropské unie.

## Školství
Maribor je univerzitní město. Sídlí zde druhá největší[zdroj?] slovinská univerzita – Univerzita v Mariboru, založená v roce 1975. Doplňuje ji rovněž Univerzitní knihovna v Mariboru, jejíž sídlo se nachází v samotném středu města, na Slomšekově náměstí (slovinsky Slomšekov trg). Dále se v centru města také nachází Vyšší odborná škola – Akademie. 
V roce 2014 bylo v Mariboru 4125 dětí ve školkách, 7602 žáků v základních školách a 3000 studentů škol středních. Město má dvě gymnázia (I. a II. gymnázium).

## Místní části

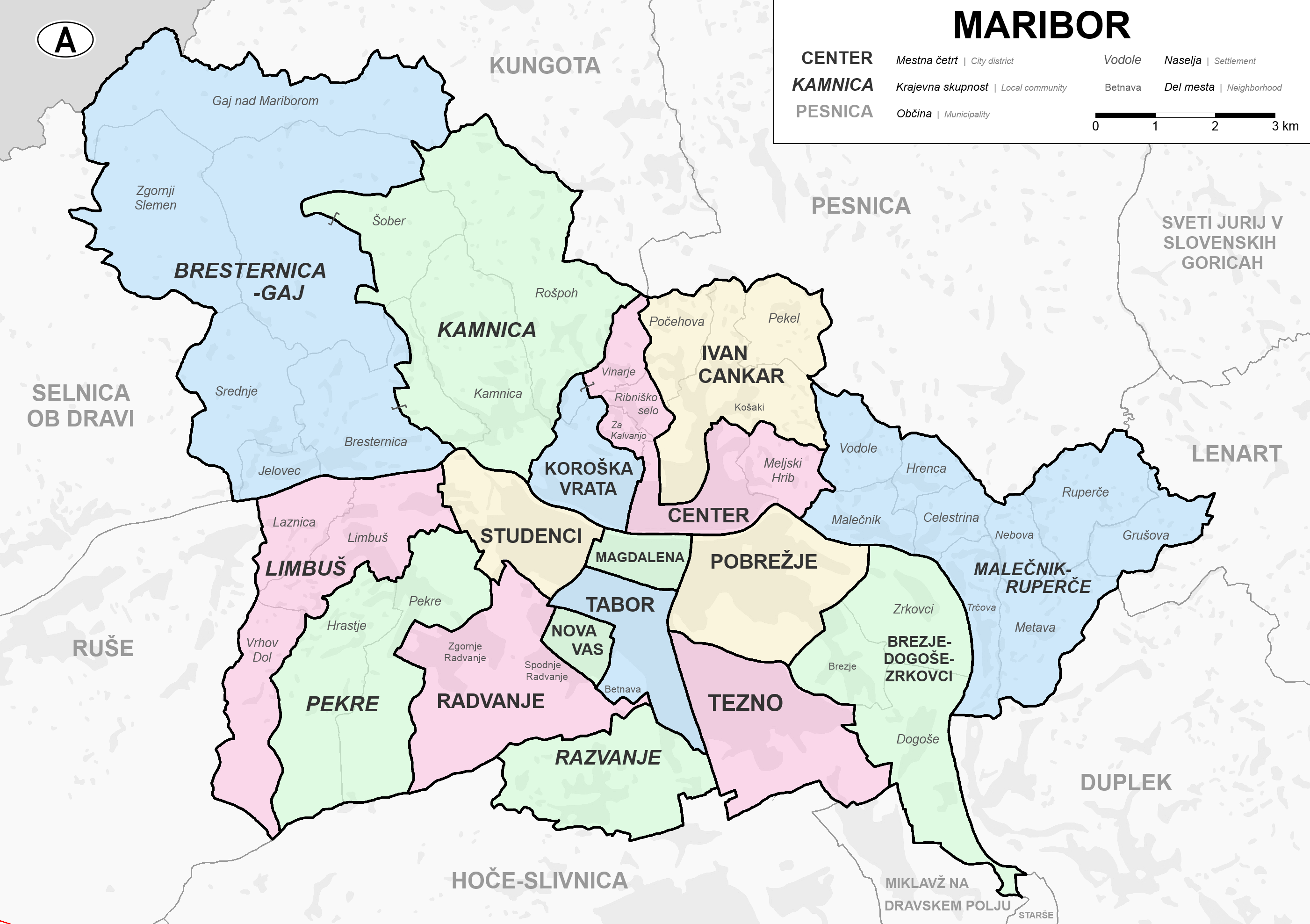
Administrativní dělení města

Maribor je rozdělen do 11 místních částí. Většina z nich leží na jižním břehu Drávy. Se severními čtvrtěmi Center, Koroška Vrata a Ivana Cankar jsou spojeny lávkou pro chodce, čtyřmi silničními a jedním železničním mostem.

Seznam čtvrtí:
- Brezje–Dogoše–Zrkovci
- Center
- Ivan Cankar
- Koroška Vrata
- Magdalena
- Nova Vas
- Pobrežje
- Radvanje
- Studenci
- Tabor
- Tezno

## Doprava

Mariborské hlavní nádraží

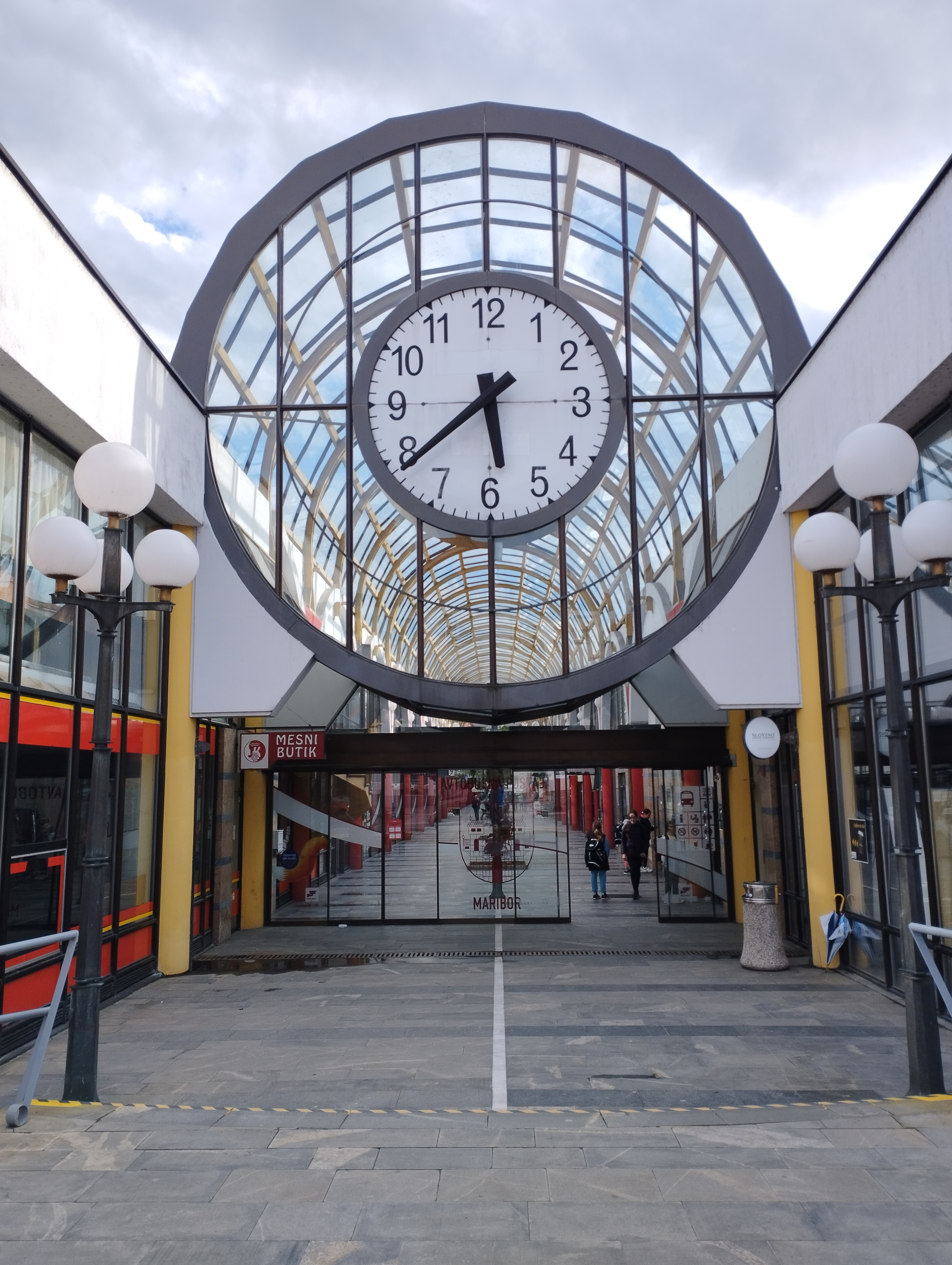
Autobusové nádraží Maribor.

### Silniční
Maribor je významnou křižovatkou dopravních tahů východního Slovinska. Prochází tudy hlavní dálnice z rakouského Štýrského Hradce do Lublaně (dálnice A1), odpojují se zde od ní dálnice A4 do chorvatského Záhřebu a A5 do Budapešti. Silnice celostátního významu č. 1 směřuje na západ do Dravogradu. 
Dálnice A1 obchází město po obchvatu východně od centra Mariboru a vede severo-jižním směrem. Kromě toho do samotného Mariboru vede ze severní a jižní strany silniční přivaděč (H2), který zajišťuje napojení dálnice na město. Maribor byl jedním z prvních měst ve Slovinsku i tehdejší Jugoslávii, který měl dálniční napojení.

### Železnice
Maribor představuje i významný železniční dopravní uzel. Hlavní trať je bývalá Rakouská jižní dráha, která spojovala kdysi Vídeň s přístavy Habsburské monarchie na pobřeží Jaderského moře. Dnes se jedná o trať Maribor–Zidani most (na slovinském území) a má č. 30 v rámci slovinské železniční sítě. Vlaky vyjíždějí na sever do Rakouska a na jih do Lublaně. 
Kromě toho zde existuje ještě lokální trať údolím řeky Drávy k Rakouské hranici. Větším městem, které se na ní nachází, je Dravograd. Hlavní nádraží se nachází východně od středu města (na náměstí Borise Kidriče); stanice byla v roce 2019 zmodernizována. Mezi další zastávky v Mariboru patří Maribor-Sokolska, Maribor-Studenci (kde se zároveň nachází i železniční depo, výtopny a další zázemí), Maribor-Tabor a Maribor-Tezno. Nákladové nádraží stojí na jižním okraji města.

### Letecká
Letiště Maribor se nachází deset kilometrů jižně od centra města, poblíž Slivnice. Nese jméno Edvarda Rusjana. Větší počet spojů a atraktivnější destinace však zajišťuje letiště v Lublani; mariborské bylo známé i v Jugoslávii jako nejméně vytížené v zemi. Nový terminál získalo v roce 2012. Využití letiště je však nízké a v roce 2022 odbavilo jen 4000 cestujících, většinou sportovních výprav.

### Vodní
Řeka Dráva není využívána pro lodní dopravu, v Mariboru se nenachází větší přístav.

### Městská
Městskou dopravu v Mariboru zajišťují pouze autobusy. Od roku 2022 byly do provozu zařazeny elektrické autobusy.
Autobusové nádraží zde bylo v současné podobě otevřeno v roce 1989 a je umístěno poblíž železniční stanice.
Na jihozápadním okraji města existuje lanová dráha na vrchol Mariborsko Pohorje, kterou doplňují také vleky. Lanová dráha začíná v lokalitě Zgornje Radvanje.
Ve městě funguje biskesharingový systém s názvem Mbajk. Cyklistické stezky vedou různě po městě, například také po obou březích řeky Drávy.

## Sport

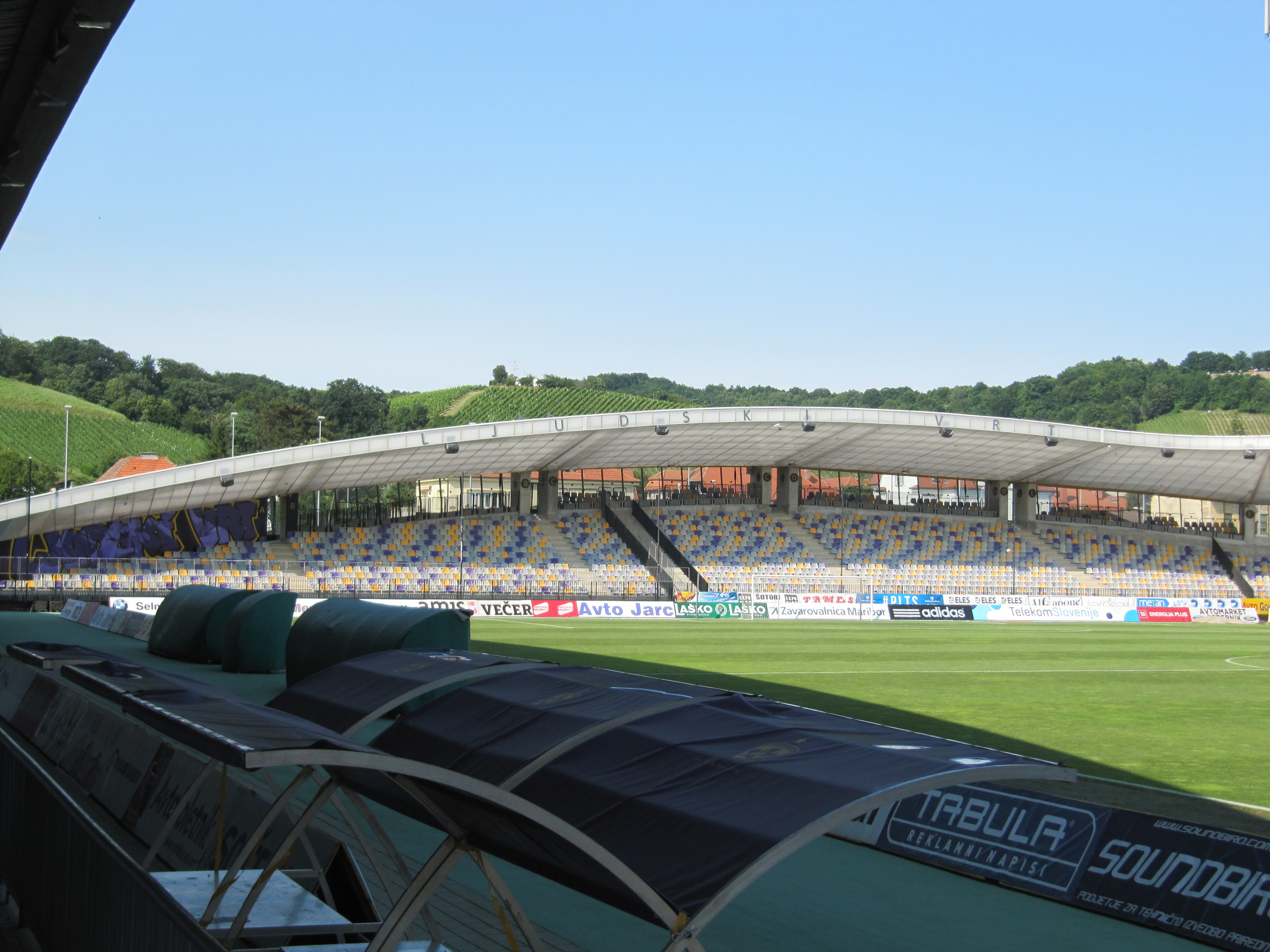
Fotbalový stadion Ljudski Vrt

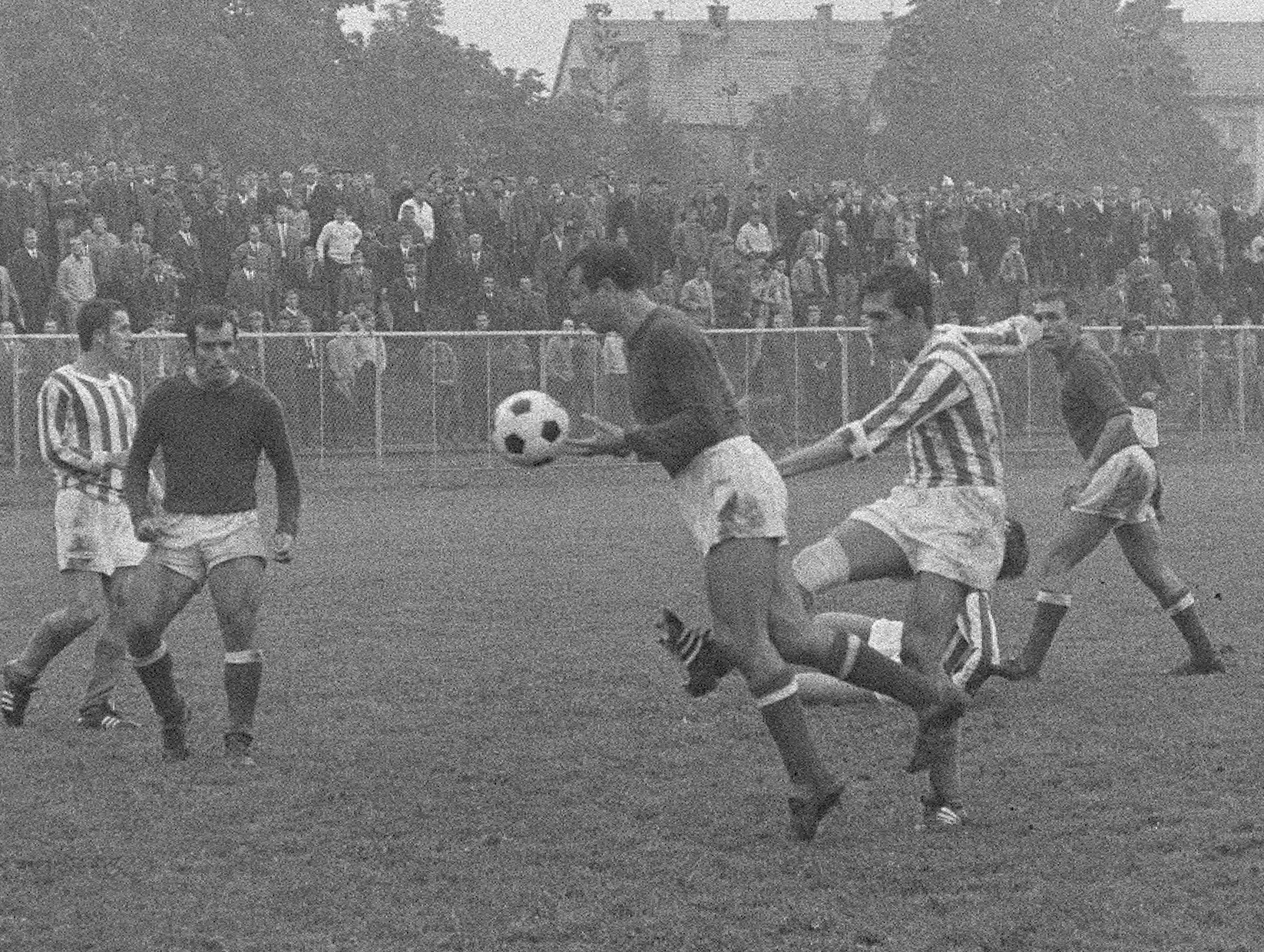
Hráči týmu Železničar Maribor v roce 1969.

Místním nejúspěšnějším sportovním týmem je patnáctinásobný vítěz slovinské fotbalové ligy, tým NK Maribor. Hraje na stadionu Ljudski vrt. Velmi úspěšné je také místní družstvo hrající volejbal (OK Branik) a patří k nejúspěšnějším v zemi. Dále zde působí házenkářský tým RK Maribor Branik, basketbalový KK Maribor Messer, hokejový klub HDK Maribor apod.
Oblíbeným rekreačním areálem, kde se rovněž nachází koupaliště, je Mariborský ostrov (slovinsky Mariborski otok). V jižní části města se také nachází Atletický stadion Poljane, dále hala pro zimní sporty, hala Tabor, fotbalová hřiště a tenisové kurty. 

## Zdravotnictví
V Mariboru působí následující zdravotnické subjekty:
- Univerzitní klinické centrum Maribor
- Všeobecná nemocnice Maribor
- Zdravotnický dům dr. Adolfa Drolce
- Poliklinika Spera
- Národní laboratoř pro zdraví, životní prostředí a potraviny (slovinsky Nacionalni laboratorij za zdravje, okolje in hrano

## Ocenění
V roce 2000 získal Maribor ocenění Alpské město roku (slovinsky Alpsko mesto leta), roku 2012 byl Evropským městem kultury a v roce 2013 Evropským městem mládeže.

## Fotogalerie

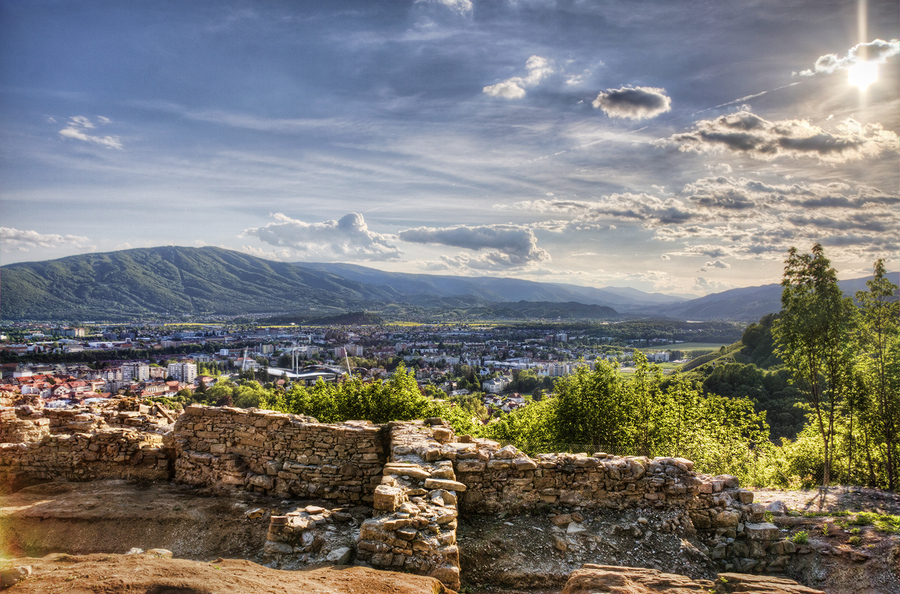
Pohled z Pyramidy
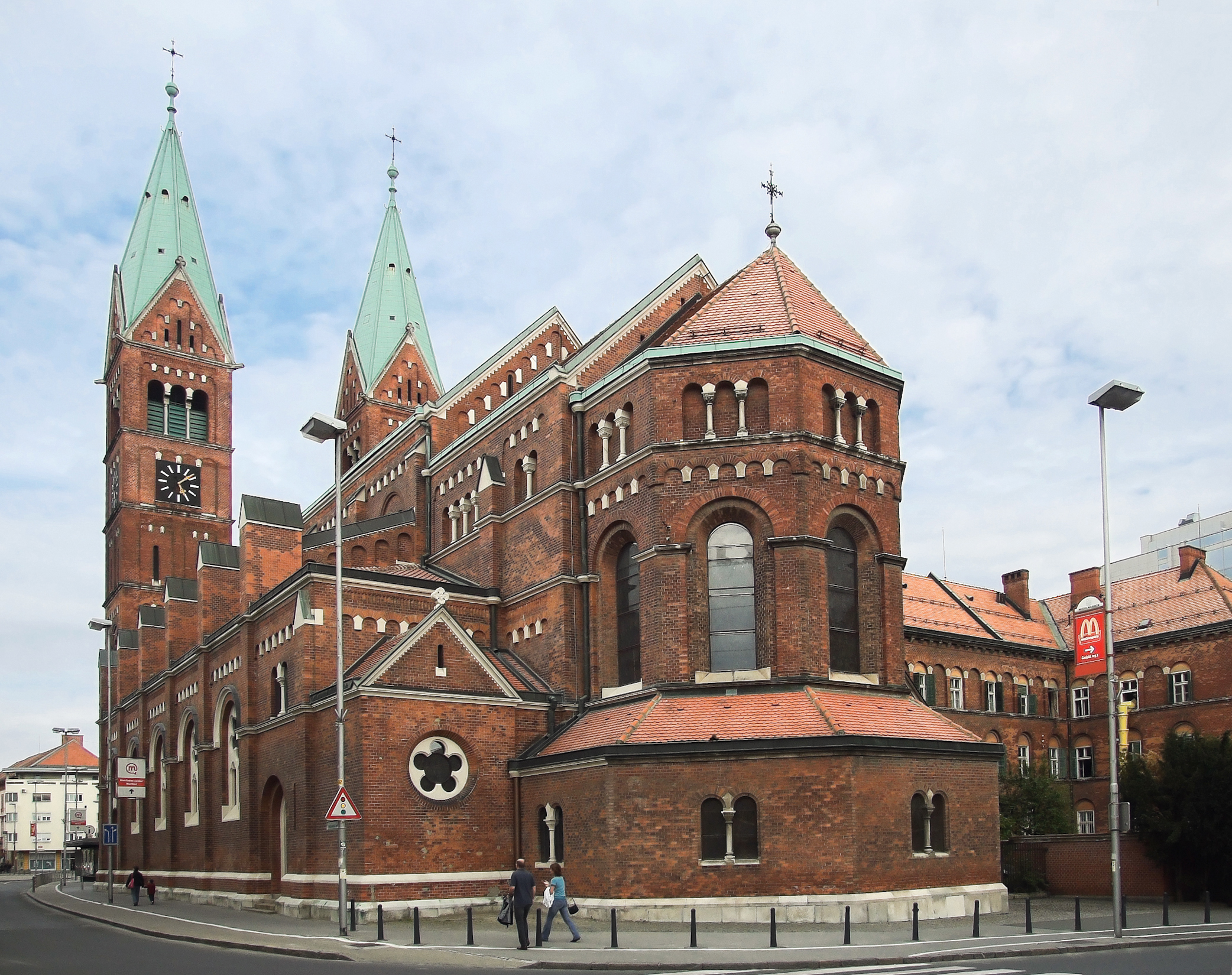
Františkánský kostel
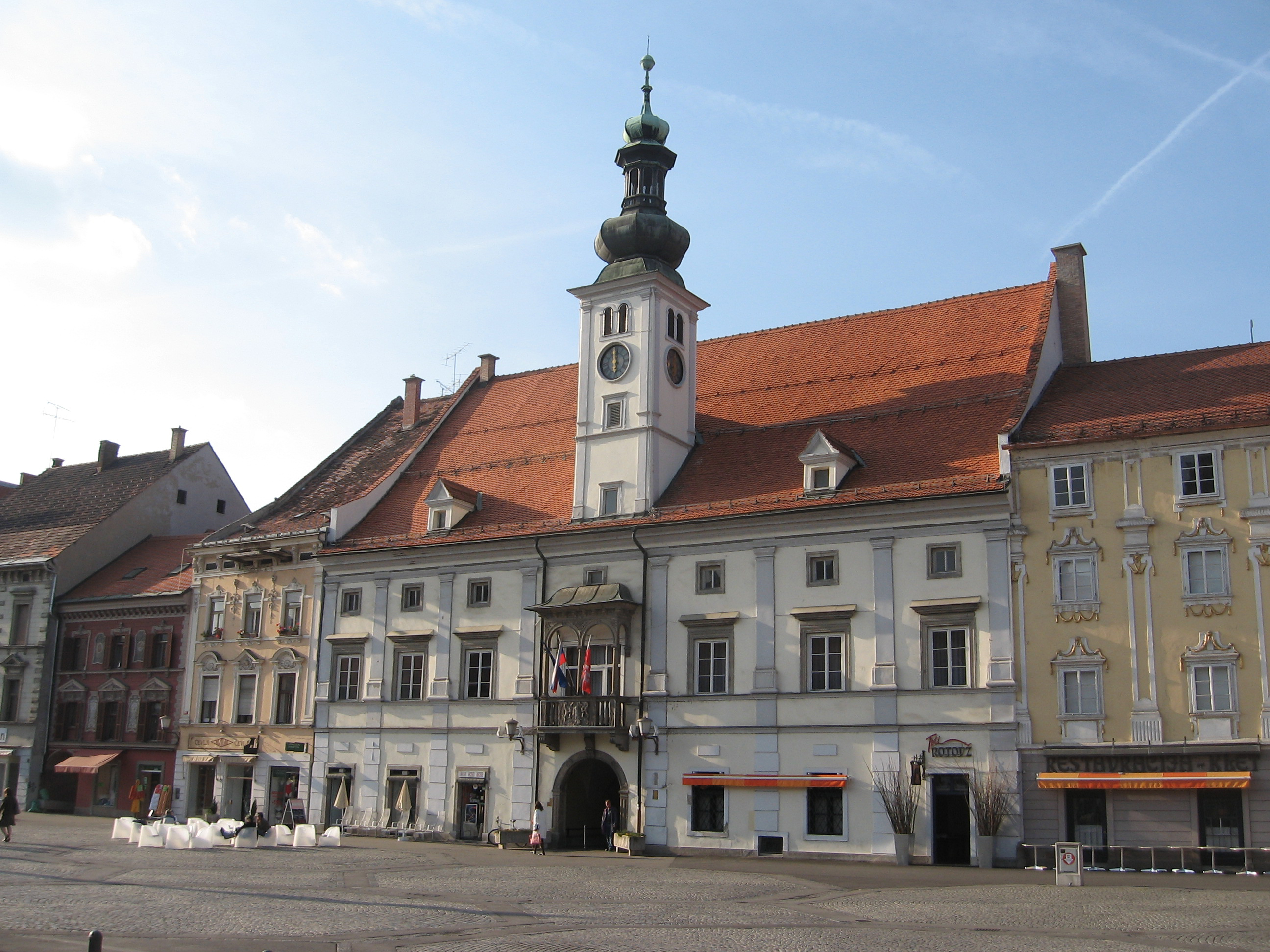
Radnice
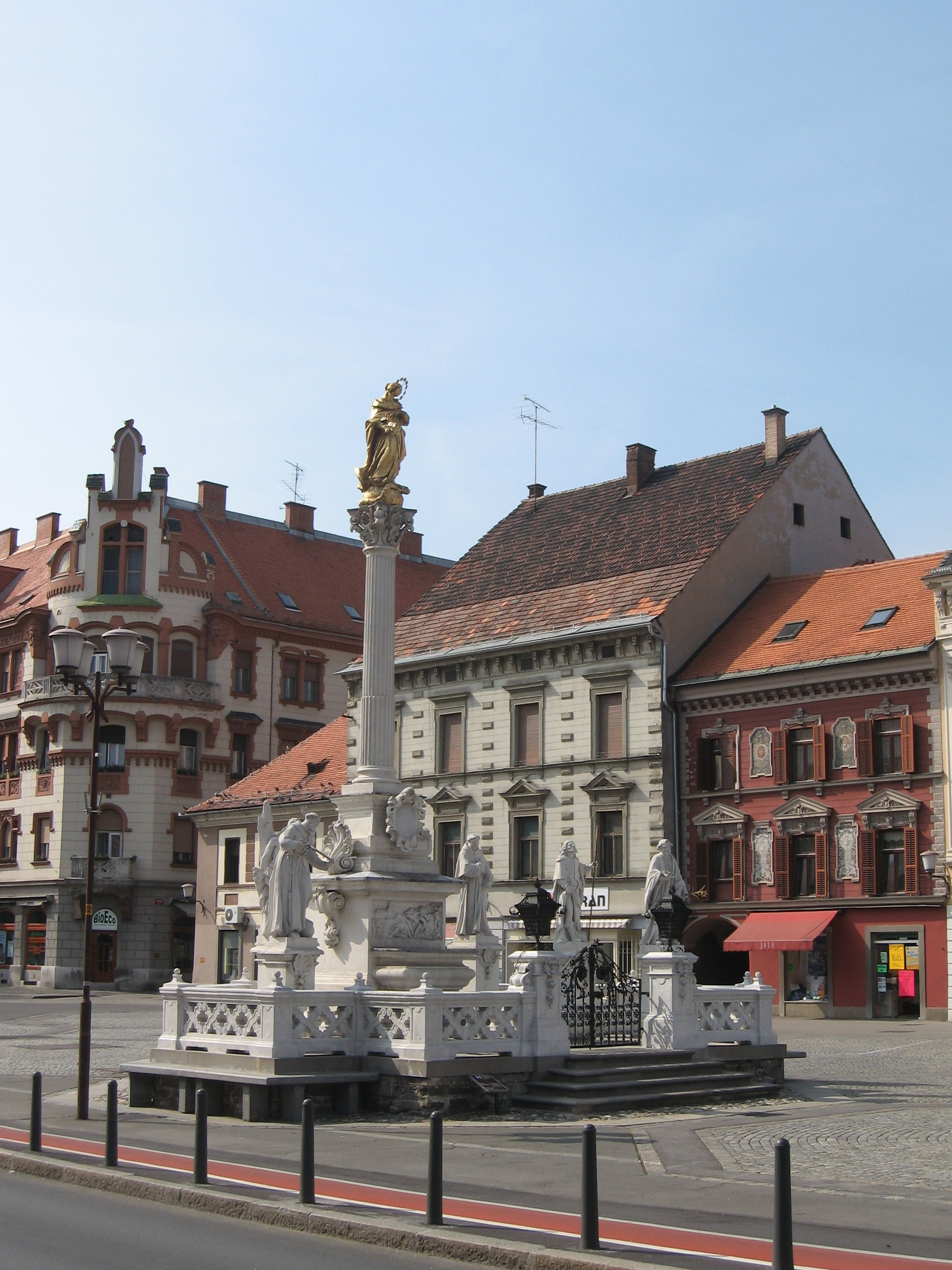
Morový sloup
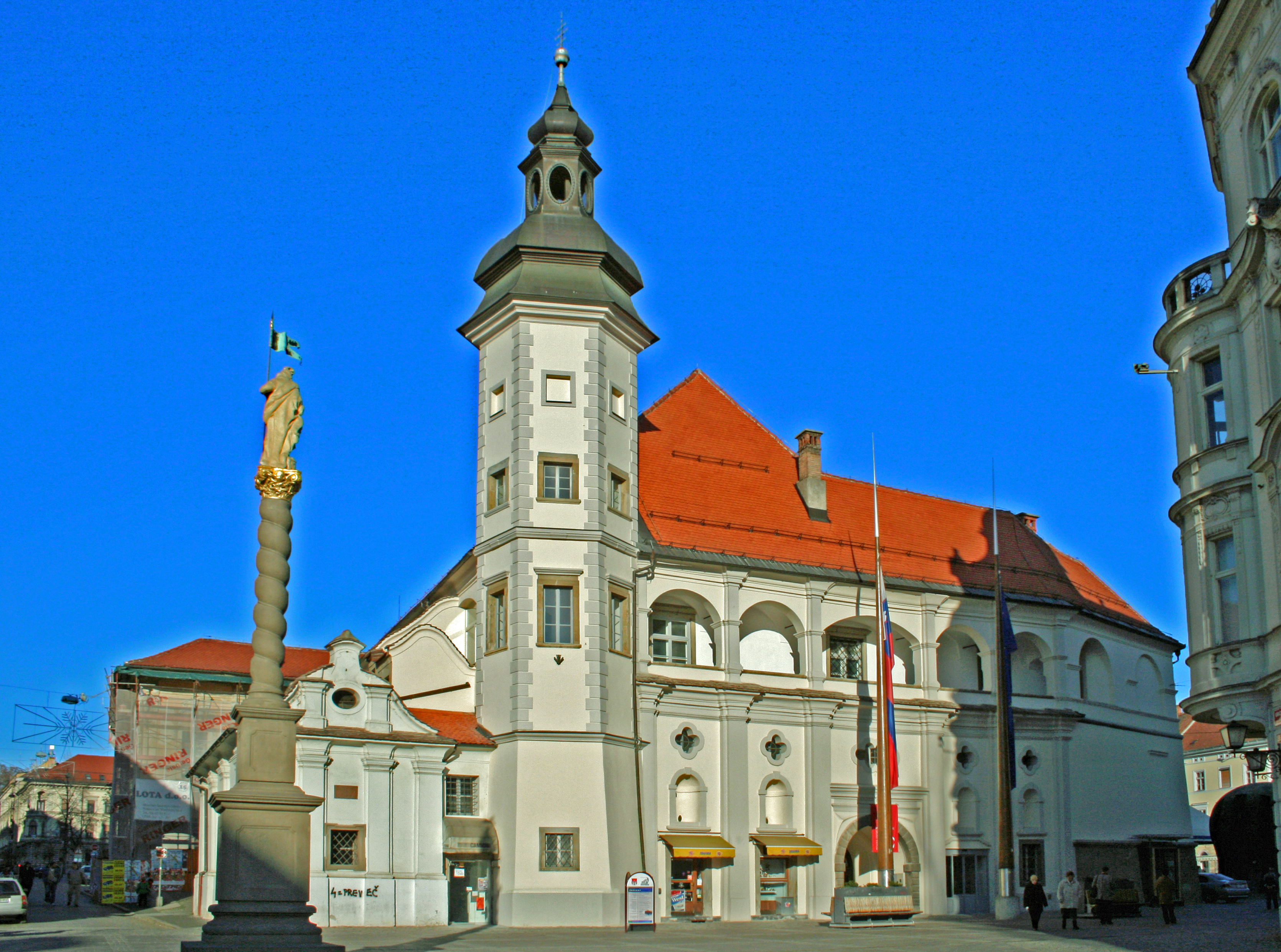
Hrad
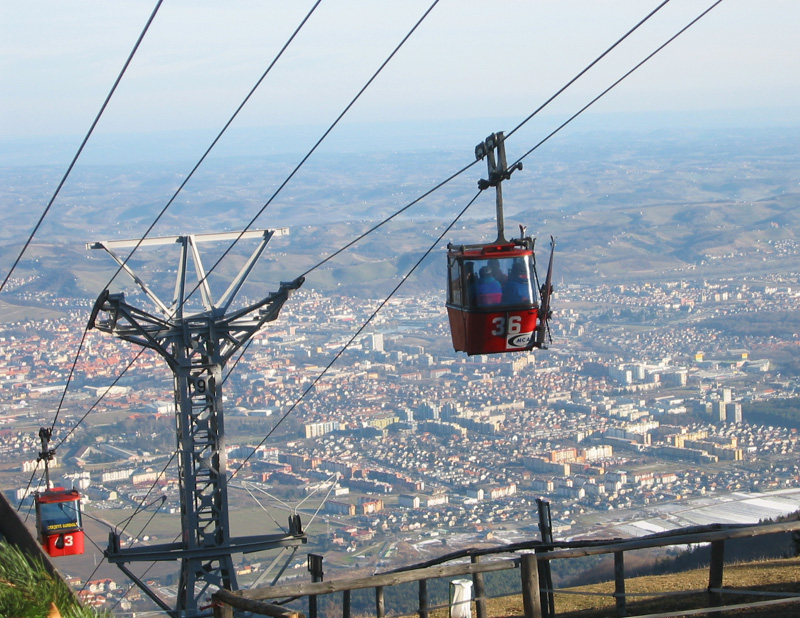
Lanovka na Pohorje
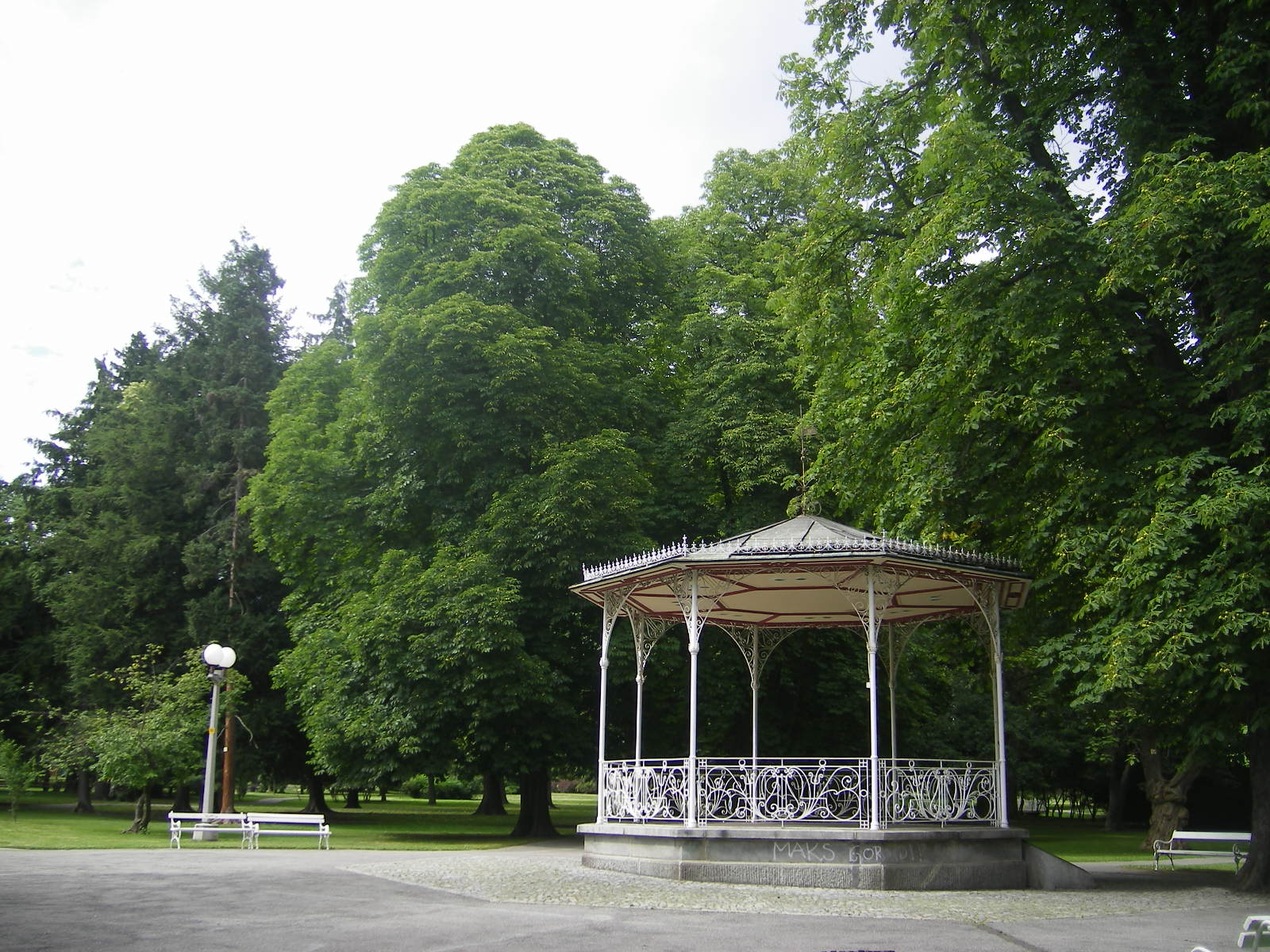
Městský park
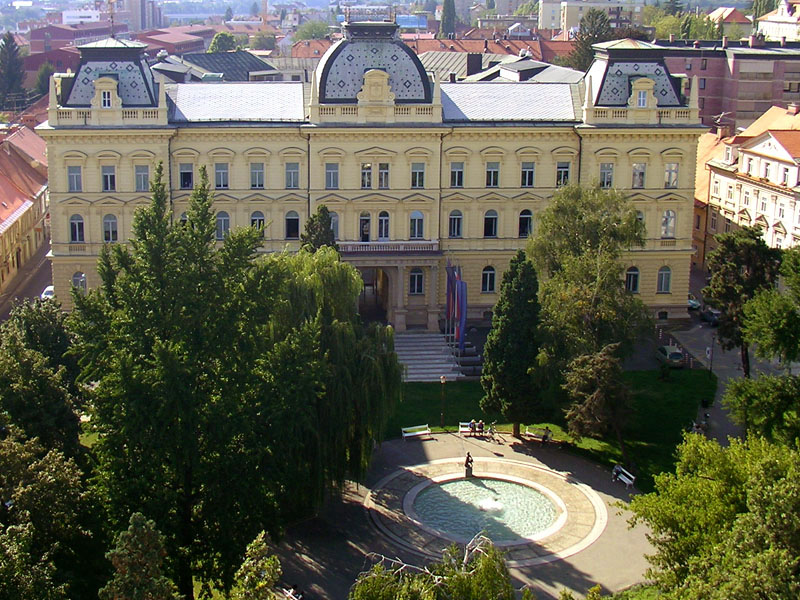
Univerzita
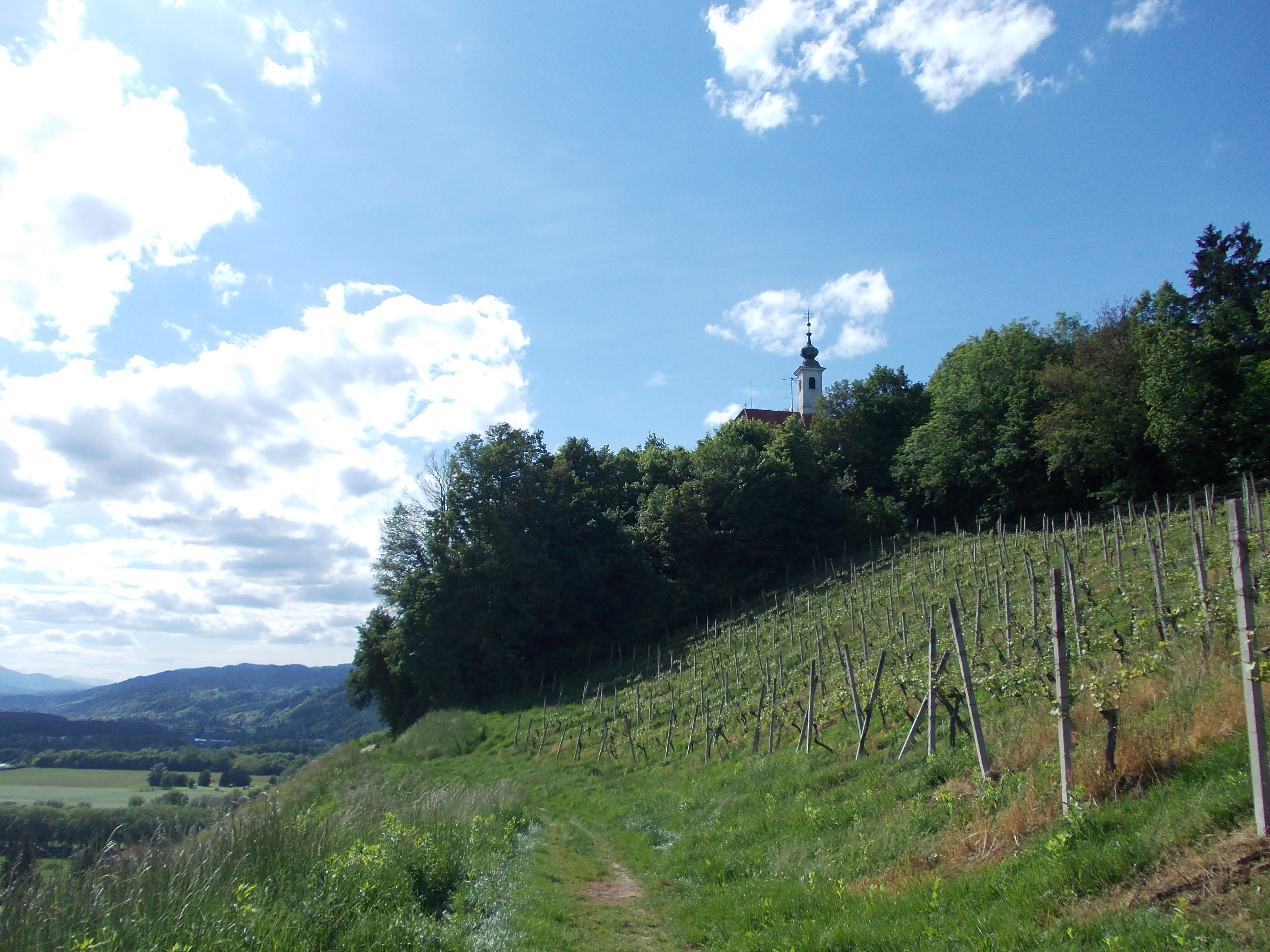
Kopec Kalvarija
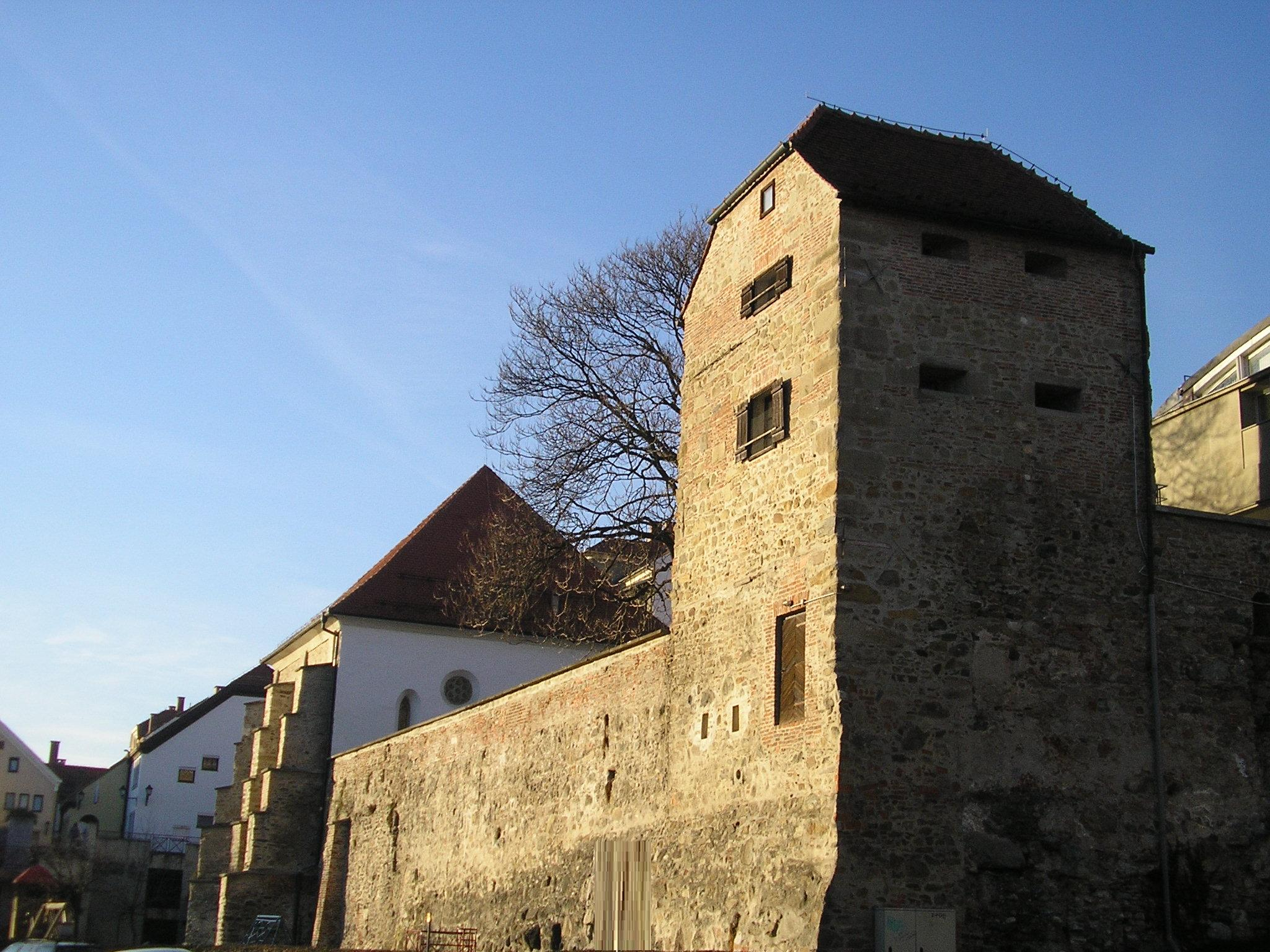
Židovská věž a synagoga